# Représentations diplomatiques des Pays-Bas

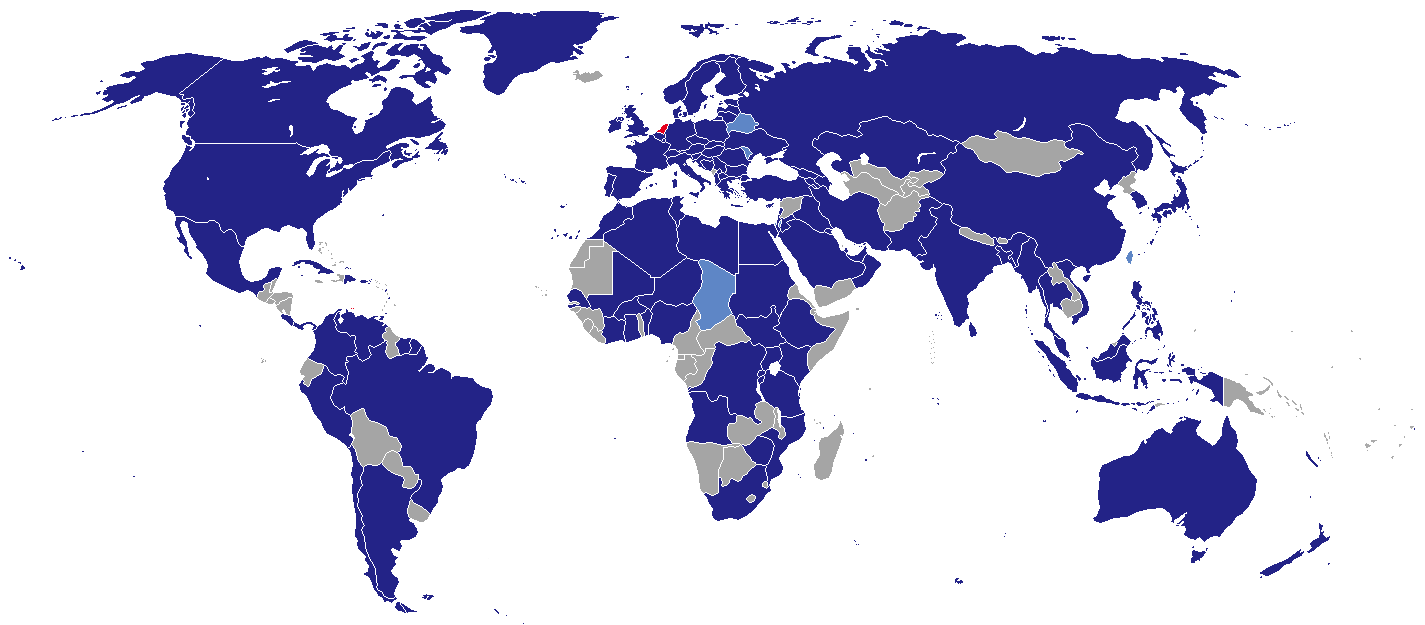
Pays avec des missions diplomatiques néerlandaises.

Ceci est une liste des représentations diplomatiques du Royaume des Pays-Bas, à l'exclusion des consulats honoraires. Les ambassadeurs des Pays-Bas sont officiellement connus sous le nom d'ambassadeur extraordinaire et plénipotentiaire de Sa Majesté, et leurs ambassades sont appelées en conséquence Ambassade de Sa Majesté. Les consulats ne reçoivent pas ce titre officiel.

## Afrique
- Afrique du Sud
  - Pretoria (ambassade)
  - Le Cap (consulat général)
- Algérie
  - Alger (ambassade)
- Angola
  - Luanda (ambassade)
- Bénin
  - Cotonou (ambassade)
- Burundi
  - Bujumbura (ambassade)
- Côte d'Ivoire
  - Abidjan (ambassade)
- Égypte
  - Le Caire (ambassade)
- Éthiopie
  - Addis-Abeba (ambassade)
- Ghana
  - Accra (ambassade (en))
- Kenya
  - Nairobi (ambassade)
- Libye
  - Tripoli (ambassade)
- Mali
  - Bamako (ambassade)
- Maroc
  - Rabat (ambassade)
  - Casablanca (consulat général)
- Mozambique
  - Maputo (ambassade)
- Niger
  - Niamey (ambassade)
- Nigeria
  - Abuja (ambassade)
- Ouganda
  - Kampala (ambassade)
- République démocratique du Congo
  - Kinshasa (ambassade)
- Rwanda
  - Kigali (ambassade)
- Sénégal
  - Dakar (ambassade)
- Soudan
  - Khartoum (ambassade)
- Soudan du Sud
  - Djouba (ambassade)
- Tanzanie
  - Dar es Salam (ambassade)
- Tchad
  - N'Djaména (bureau de l'ambassade)
- Tunisie
  - Tunis (ambassade)
- Zimbabwe
  - Harare (ambassade)

## Amérique
- Argentine
  - Buenos Aires (ambassade)
- Brésil
  - Brasilia (ambassade)
  - Rio de Janeiro (consulat général)
  - São Paulo (consulat général)
- Canada
  - Ottawa (ambassade (en))
  - Toronto (consulat général)
  - Vancouver (consulat général)
- Chili
  - Santiago (ambassade)
- Colombie
  - Bogota (ambassade)
- Costa Rica
  - San José (ambassade)
- Cuba
  - La Havane (ambassade)
- États-Unis
  - Washington (ambassade (en))
  - Atlanta (consulat général)
  - Chicago (consulat général)
  - Miami (consulat général)
  - New York (consulat général)
  - San Francisco (consulat général)
- Mexique
  - Mexico (ambassade)
- Panama
  - Panama (ambassade)
- Pérou
  - Lima (ambassade)
- République dominicaine
  - Saint-Domingue (ambassade)
- Suriname
  - Paramaribo (ambassade)
- Trinité-et-Tobago
  - Port-d'Espagne (ambassade)
- Venezuela
  - Caracas (ambassade)

## Asie
- Arabie saoudite
  - Riyad (ambassade)
- Arménie
  - Erevan (ambassade)
- Azerbaïdjan
  - Bakou (ambassade)
- Bangladesh
  - Dacca (ambassade)
- Birmanie
  - Rangoun (ambassade)
- Chine
  - Pékin (ambassade)
  - Chongqing (consulat général)
  - Canton (consulat général)
  - Hong Kong (consulat général)
  - Shanghai (consulat général)
- Corée du Sud
  - Séoul (ambassade)
- Émirats arabes unis
  - Abou Dabi (ambassade)
  - Dubaï (consulat général)
- Géorgie
  - Tbilissi (ambassade)
- Inde
  - New Delhi (ambassade)
  - Bangalore (consulat général)[1]
  - Bombay (consulat général)
- Indonésie
  - Jakarta (ambassade)
- Irak
  - Bagdad (ambassade)
  - Erbil (consulat général)
- Iran
  - Téhéran (ambassade)
- Israël
  - Tel Aviv-Jaffa (ambassade)
- Japon
  - Tokyo (ambassade)
  - Osaka (consulat général)
- Jordanie
  - Amman (ambassade)
- Kazakhstan
  - Noursoultan (ambassade)
- Koweït
  - Koweït (ambassade)
- Liban
  - Beyrouth (ambassade)
- Malaisie
  - Kuala Lumpur (ambassade)
- Oman
  - Mascate (ambassade)
- Pakistan
  - Islamabad (ambassade)
- Palestine
  - Ramallah (bureau de représentation aux Pays-Bas)
- Philippines
  - Manille (ambassade)
- Qatar
  - Doha (ambassade)
- Singapour
  - Singapour (ambassade)
- Sri Lanka
  - Colombo (ambassade)
- Taïwan
  - Taipei (bureau des Pays-Bas à Taipei (en))
- Thaïlande
  - Bangkok (ambassade)
- Turquie
  - Ankara (ambassade (en))
  - Istanbul (consulat général)
- Viêt Nam
  - Hanoï (ambassade)
  - Hô Chi Minh-Ville (consulat général)
- Yémen
  - Sanaa (ambassade)

## Europe
- Albanie
  - Tirana (ambassade)
- Allemagne
  - Berlin (ambassade)
  - Düsseldorf (consulat général)
  - Munich (consulat général)
- Autriche
  - Vienne (ambassade)
- Belgique
  - Bruxelles (ambassade)
  - Anvers (consulat général)
- Bosnie-Herzégovine
  - Sarajevo (ambassade)
- Bulgarie
  - Sofia (ambassade)
- Chypre
  - Nicosia (ambassade)
- Croatie
  - Zagreb (ambassade)
- Danemark
  - Copenhague (ambassade)
- Espagne
  - Madrid (ambassade)
- Estonie
  - Tallinn (ambassade)
- Finlande
  - Helsinki (ambassade)
- France
  - Paris (ambassade)
- Grèce
  - Athènes (ambassade)
- Hongrie
  - Budapest (ambassade)
- Irlande
  - Dublin (ambassade)
- Italie
  - Rome (ambassade)
  - Milan (consulat général)
- Kosovo
  - Pristina (ambassade)
- Lettonie
  - Riga (ambassade)
- Lituanie
  - Vilnius (ambassade)
- Luxembourg
  - Luxembourg (ambassade)
- Macédoine du Nord
  - Skopje (ambassade)
- Malte
  - La Valette (ambassade)
- Moldavie
  - Chișinău (ambassade)
- Norvège
  - Oslo (ambassade)
- Pologne
  - Varsovie (ambassade)
- Portugal
  - Lisbonne (ambassade)
- Roumanie
  - Bucarest (ambassade)
- Royaume-Uni
  - Londres (ambassade (en))
- Russie
  - Moscou (ambassade)
  - Saint-Pétersbourg (consulat général)
- Serbie
  - Belgrade (ambassade)
- Slovaquie
  - Bratislava (ambassade)
- Slovénie
  - Ljubljana (ambassade)
- Suède
  - Stockholm (ambassade)
- Suisse
  - Berne (ambassade)
- Tchéquie
  - Prague (ambassade)
- Ukraine
  - Kiev (ambassade)
- Vatican
  - Rome (ambassade)[note 1]

## Océanie
- Australie
  - Canberra (ambassade)
  - Sydney (consulat général)
- Nouvelle-Zélande
  - Wellington (ambassade)

## Organisations internationales
- Bruxelles (missions permanentes auprès de l'Union européenne et de l'OTAN)
- Genève (missions permanentes auprès de l'Organisation des Nations unies et d'autres organisations internationales)
- Nairobi (mission permanente auprès du Programme des Nations Unies pour l'environnement)
- New York (mission permanente auprès de l’Organisation des Nations unies et d’autres organisations internationales)
- Paris (missions permanentes auprès de l'Organisation de coopération et de développement économiques et de l'UNESCO)
- Rome (mission permanente auprès de l'Organisation des Nations Unies pour l'alimentation et l'agriculture)
- Strasbourg (mission permanente auprès du Conseil de l'Europe)
- La Haye (représentation permanente auprès de l'OIAC)
- Vienne (mission permanente auprès des Nations unies et de l'Organisation pour la sécurité et la coopération en Europe)

## Galerie

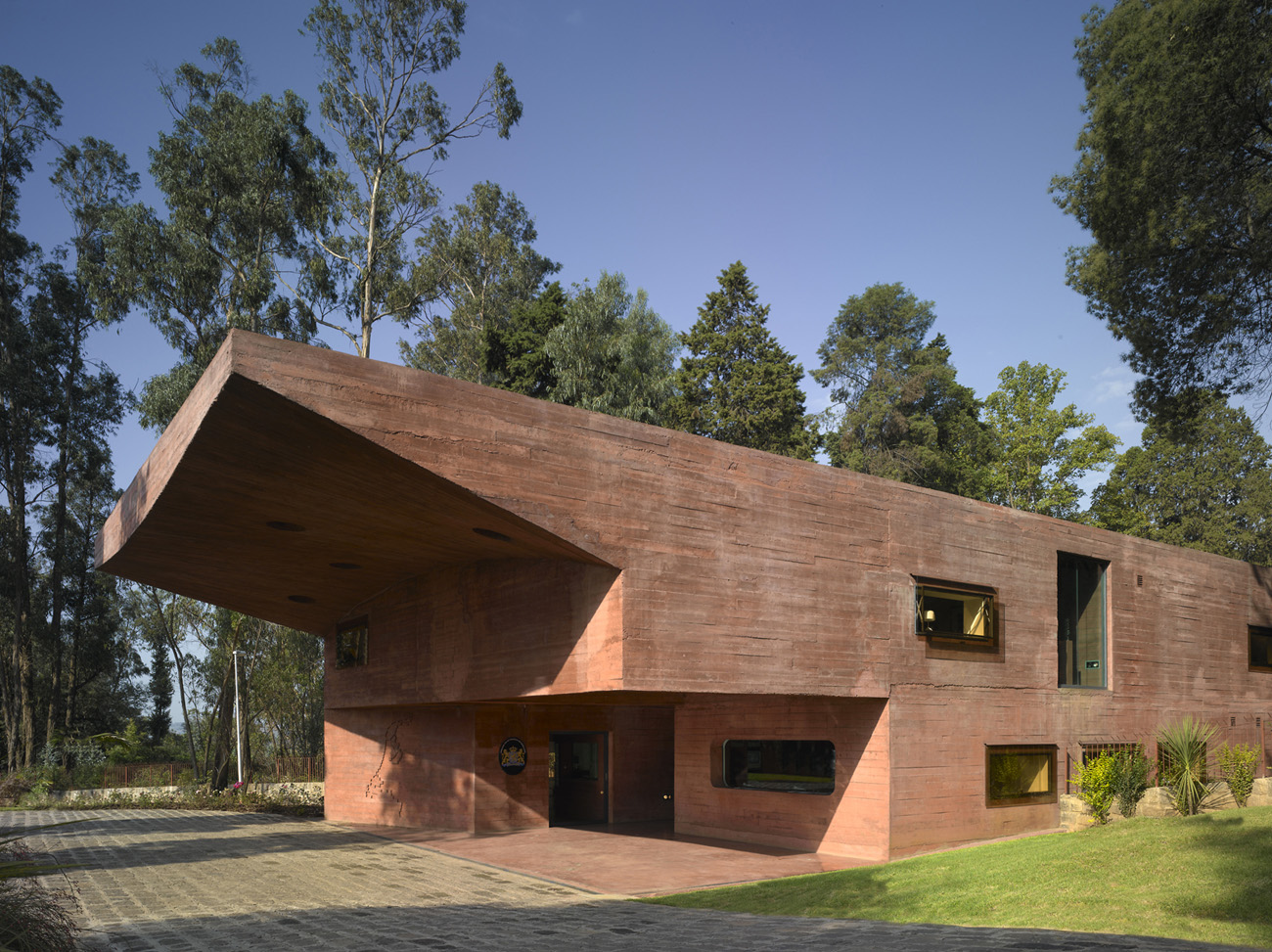
Ambassade à Addis-Abeba.
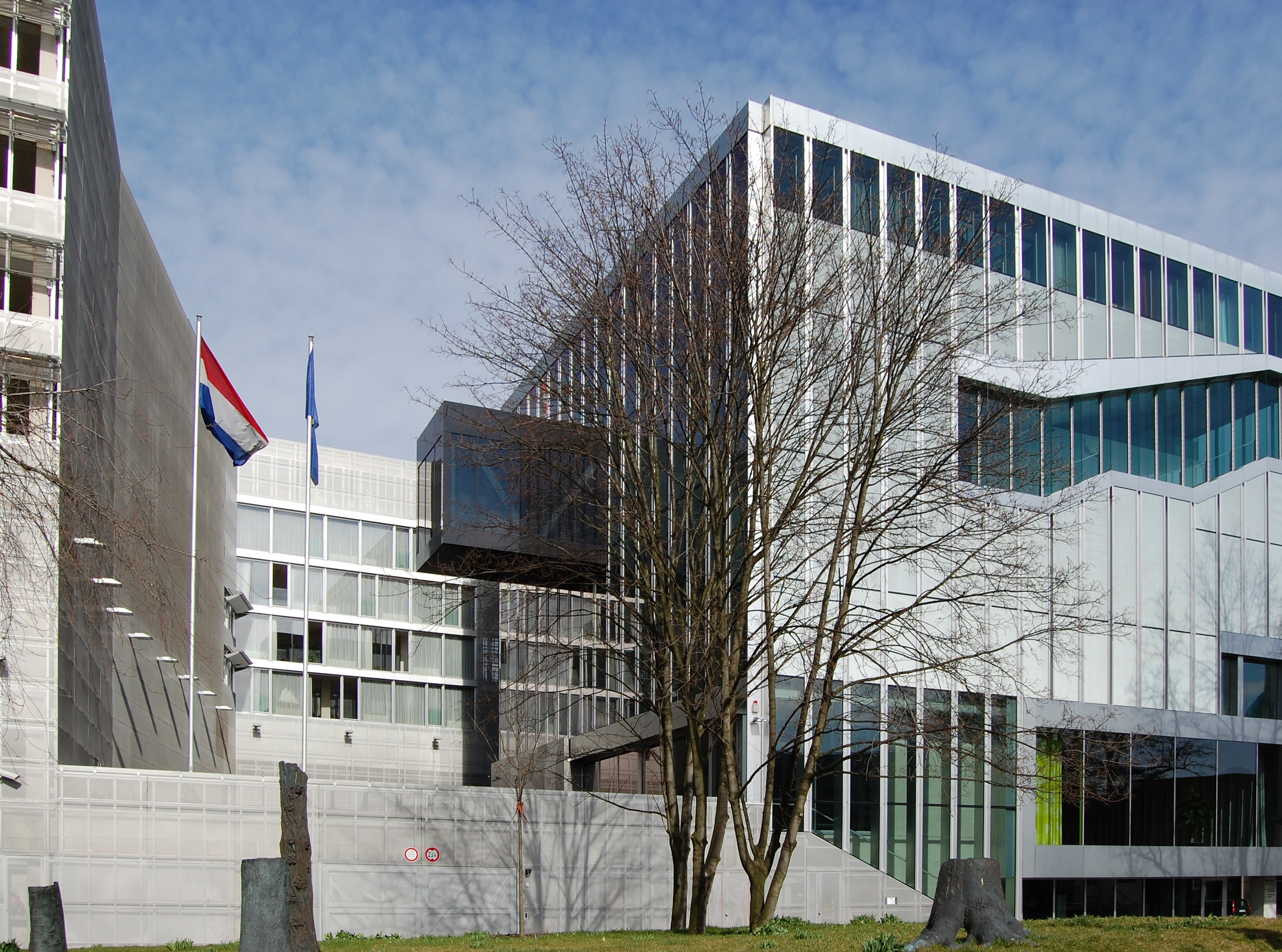
Ambassade à Berlin.
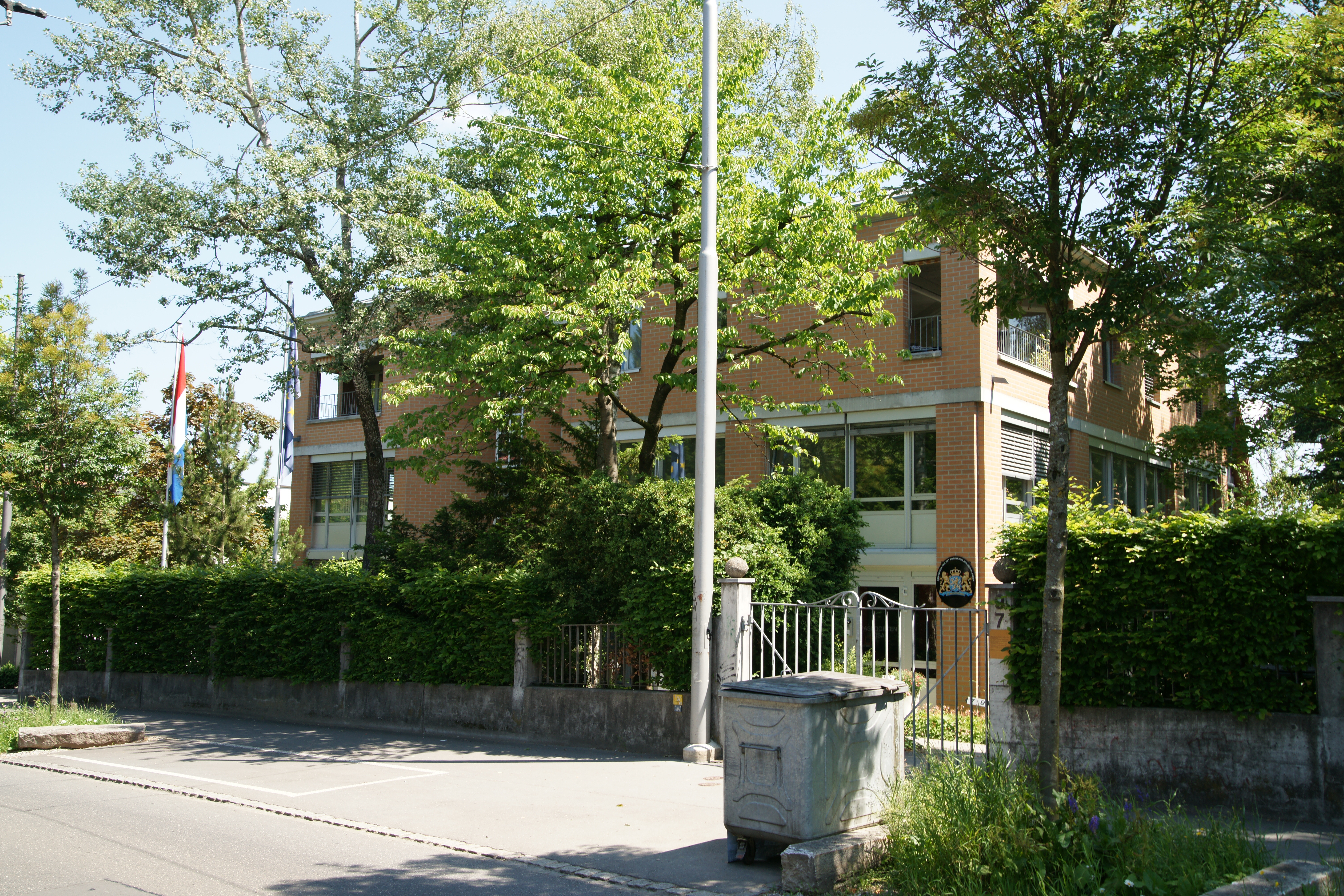
Ambassade à Berne.
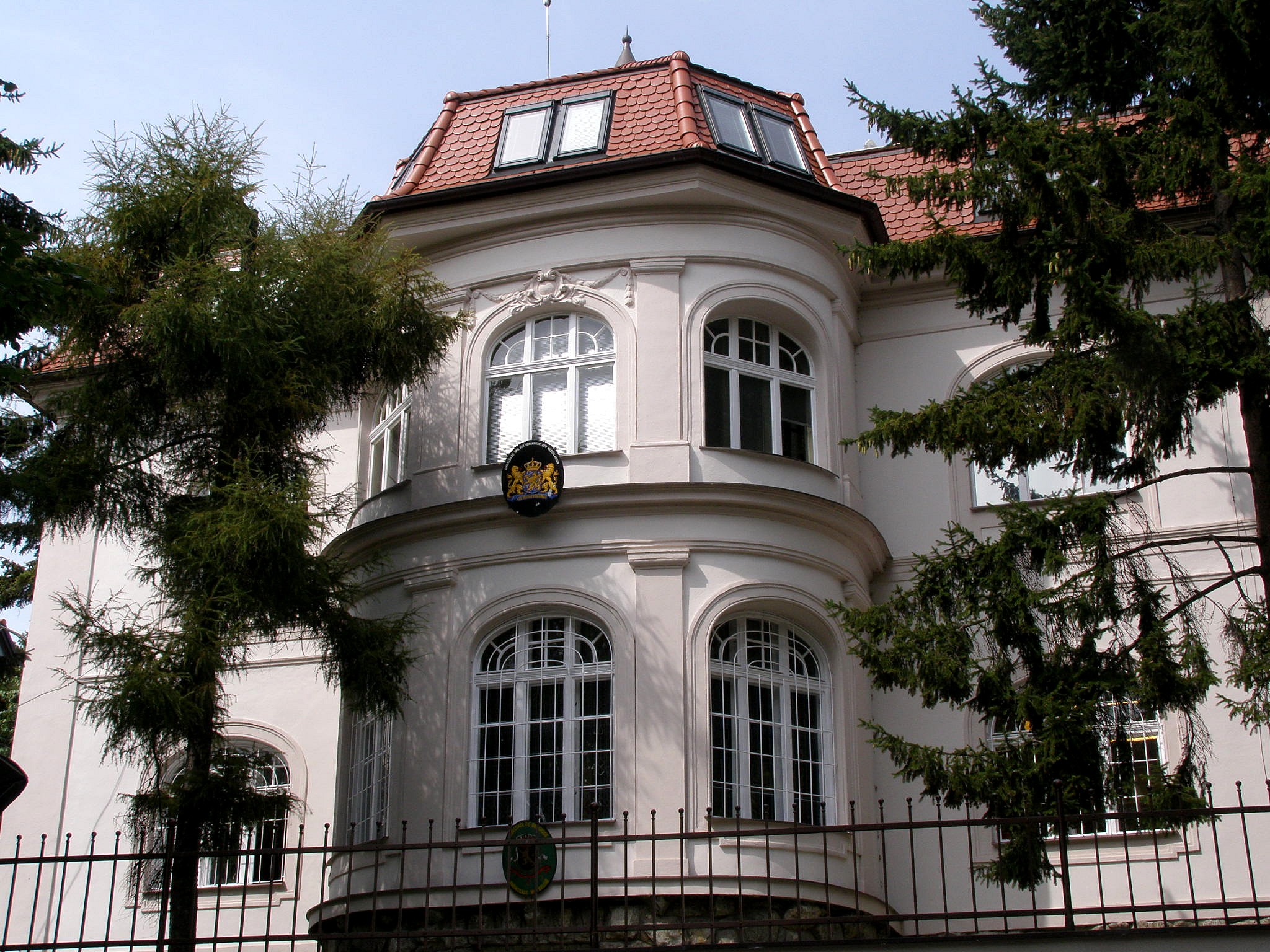
Ambassade à Bratislava.
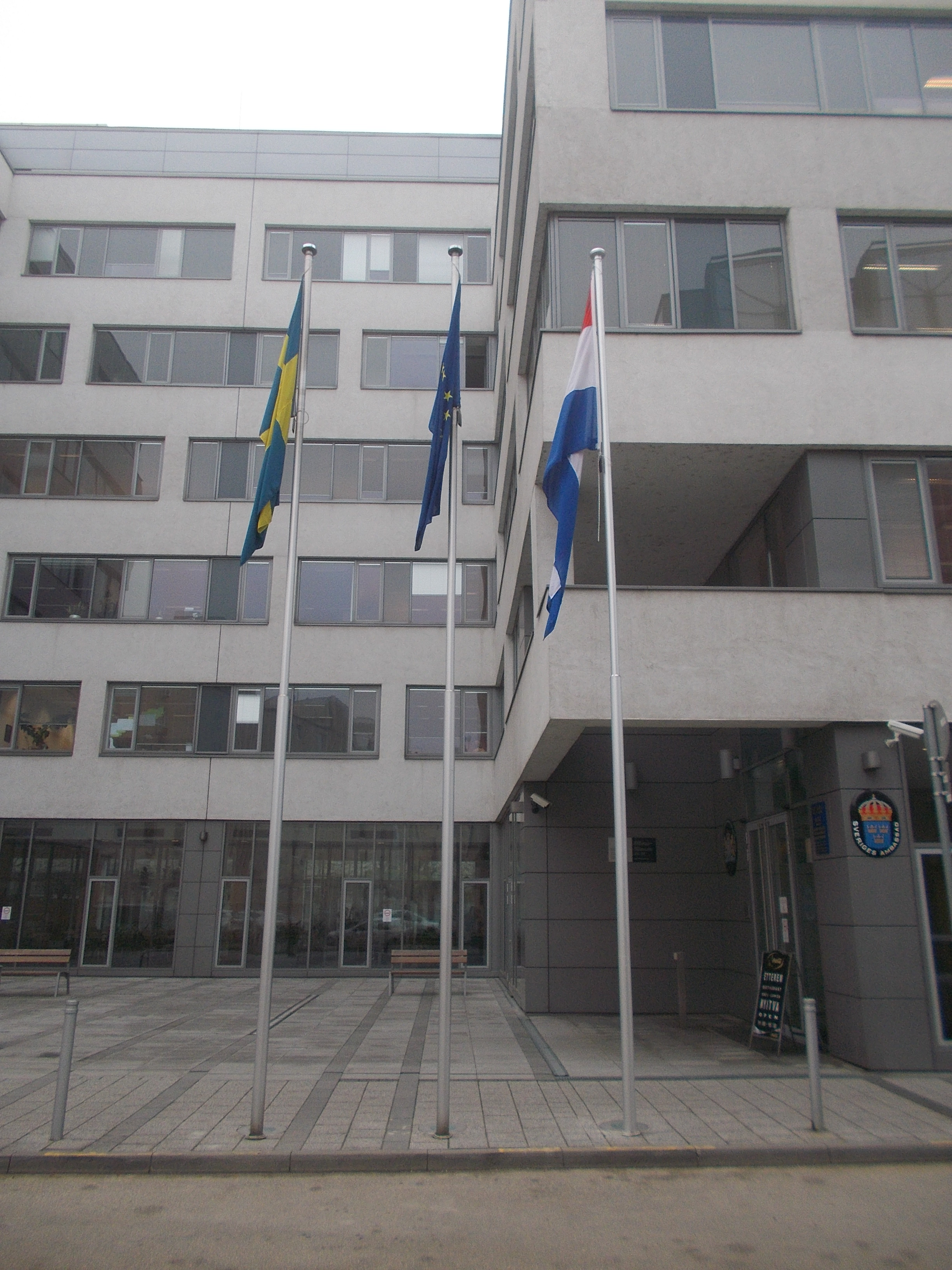
Ambassade à Budapest.
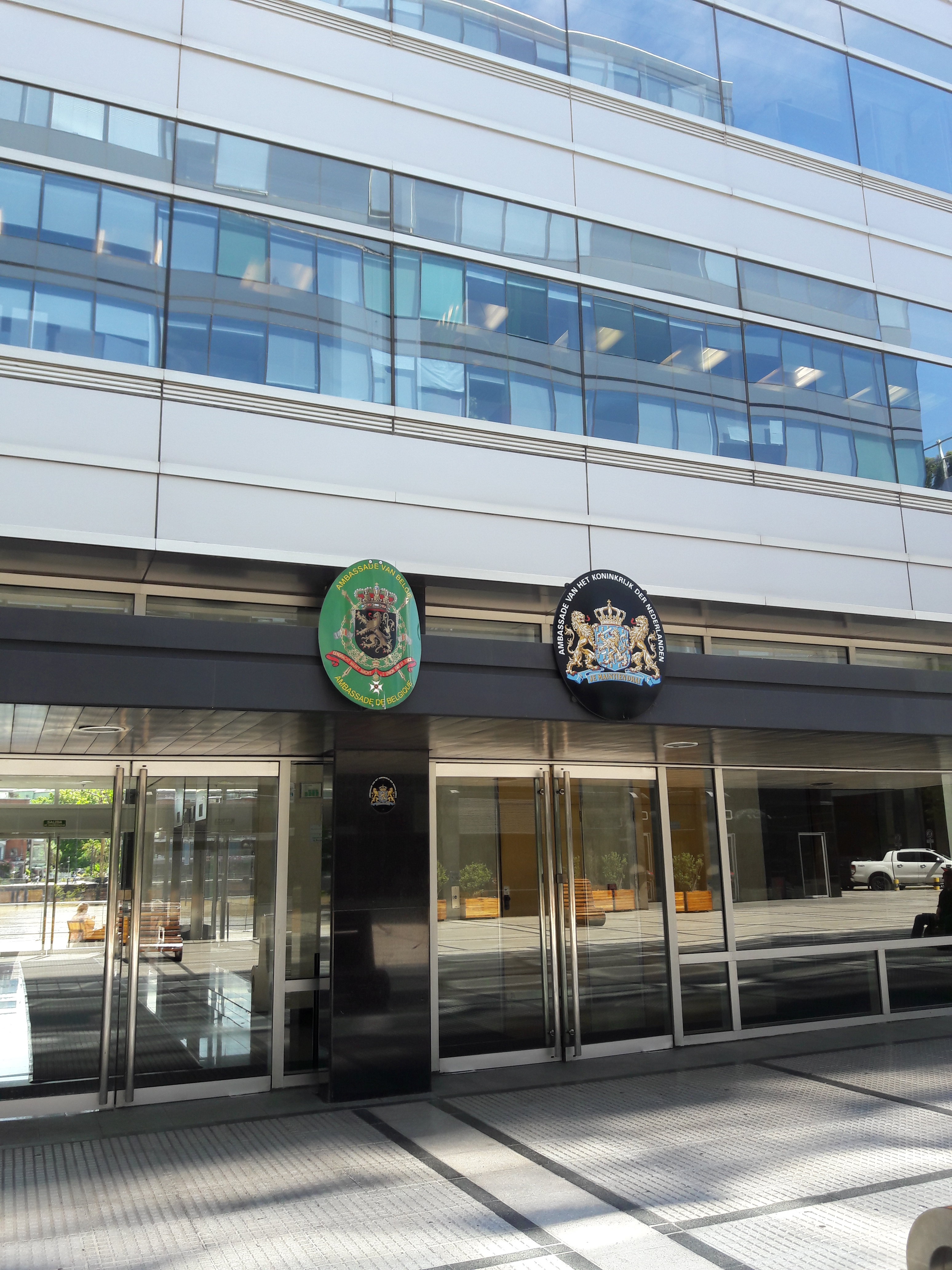
Ambassade à Buenos Aires.
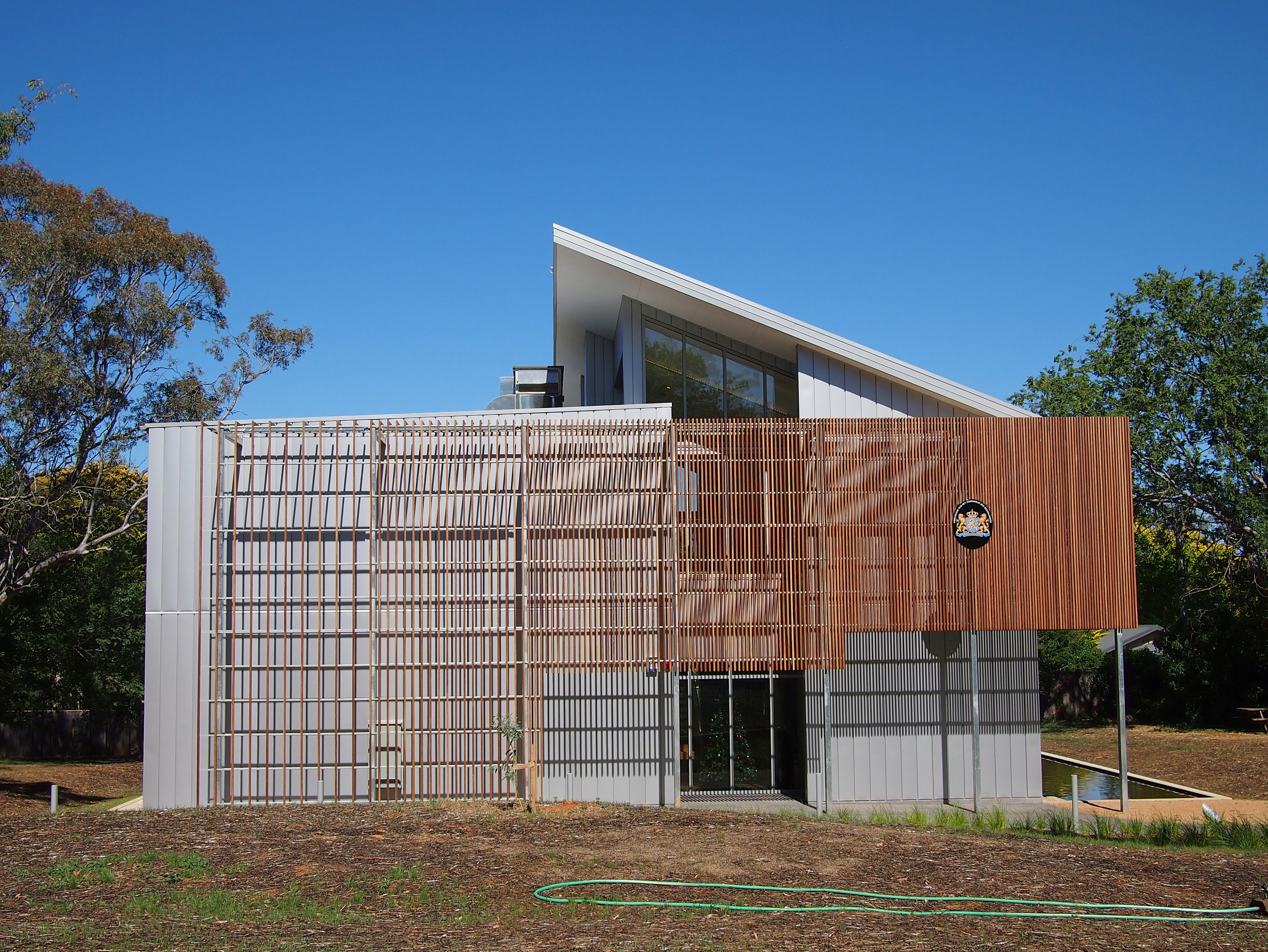
Ambassade à Canberra.
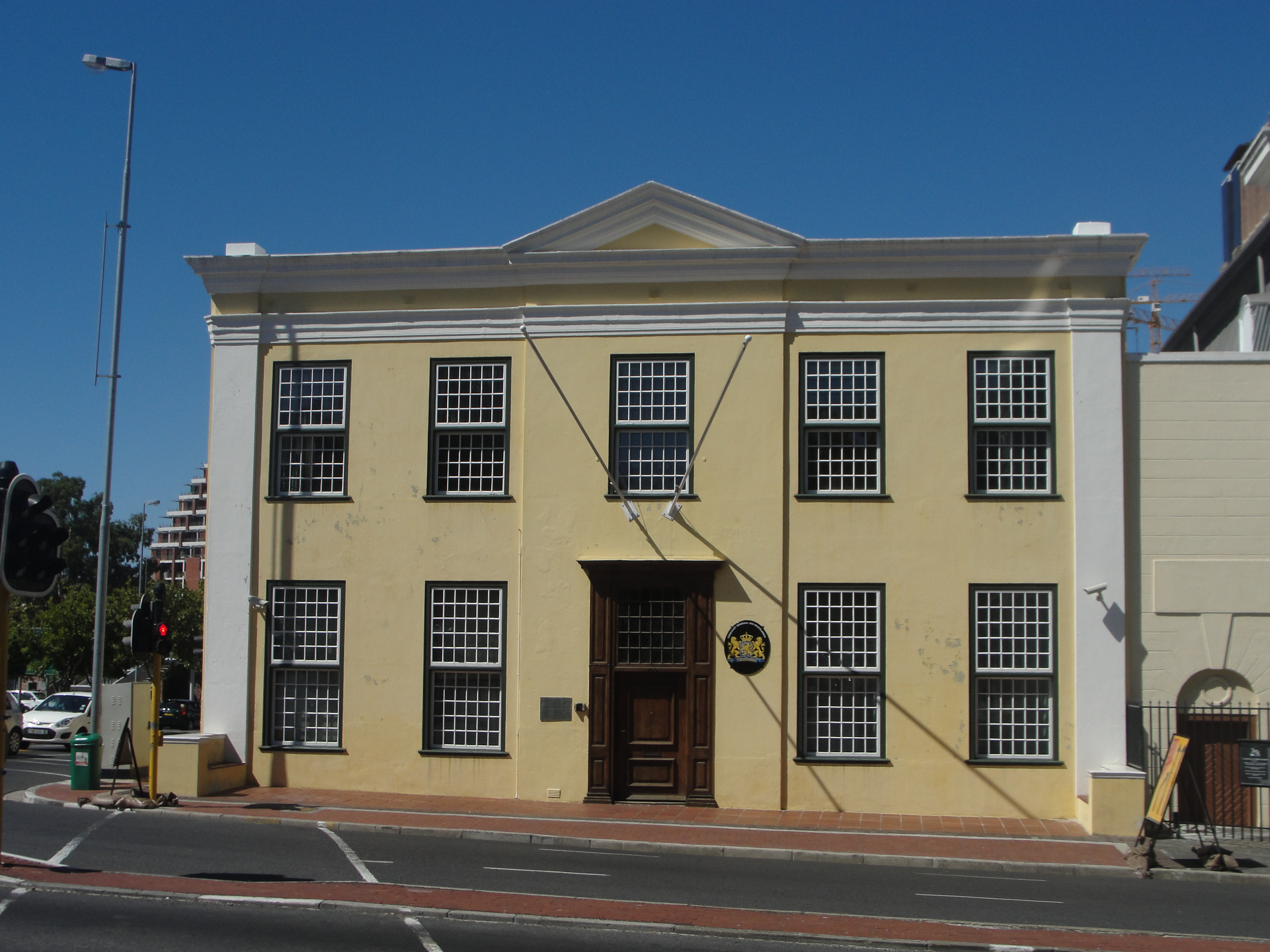
Consulat général au Le Cap.
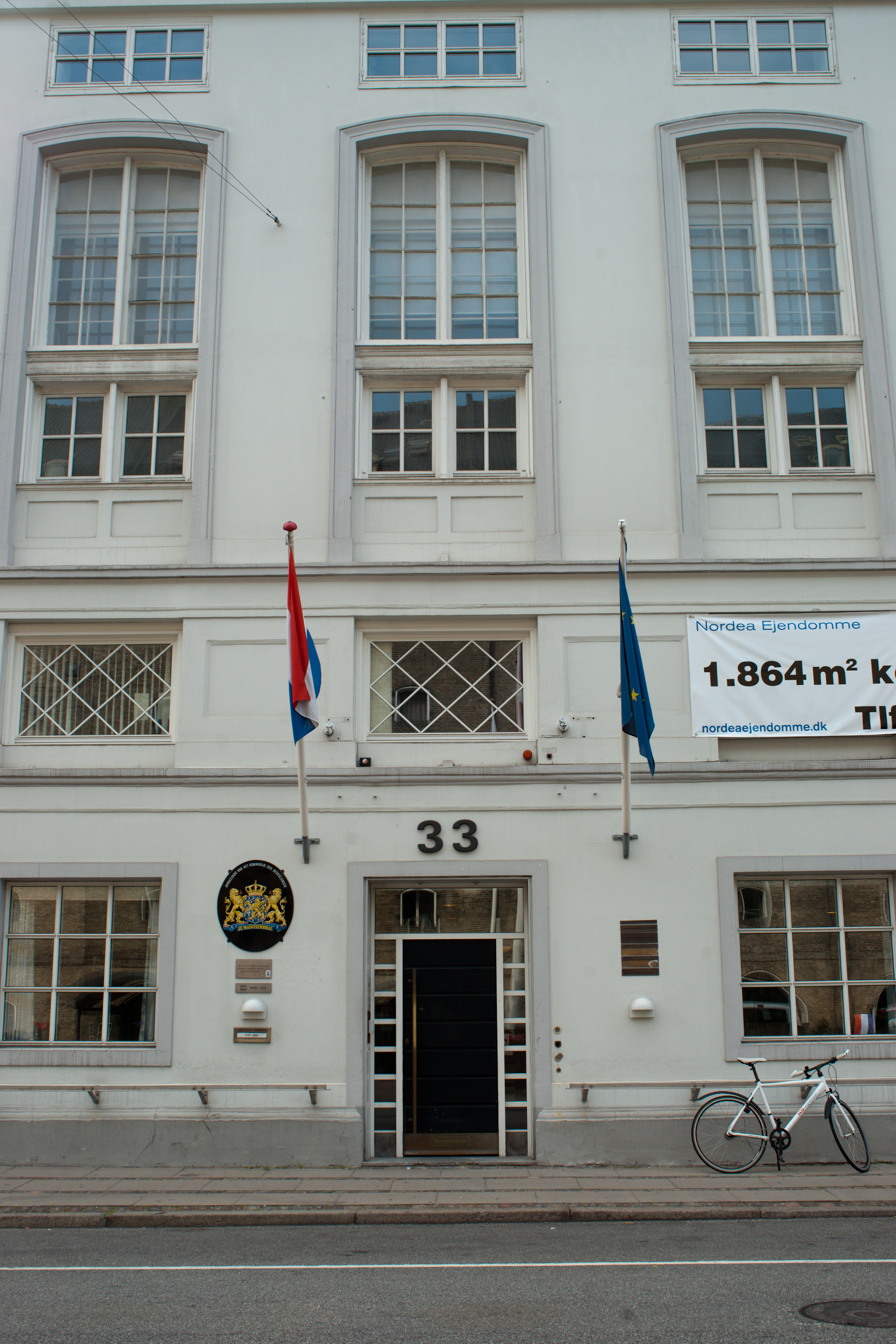
Ambassade à Copenhague.
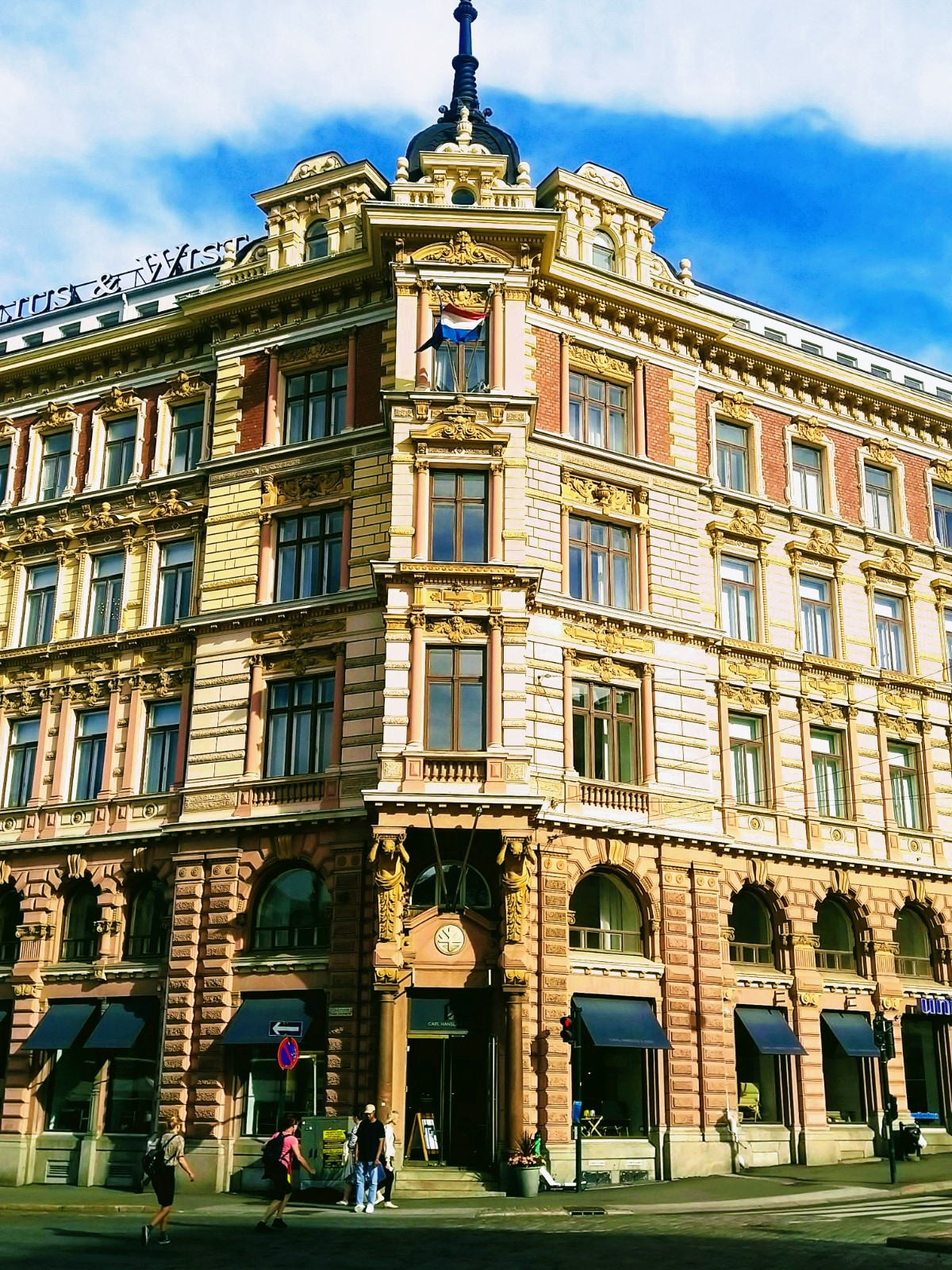
Ambassade à Helsinki.
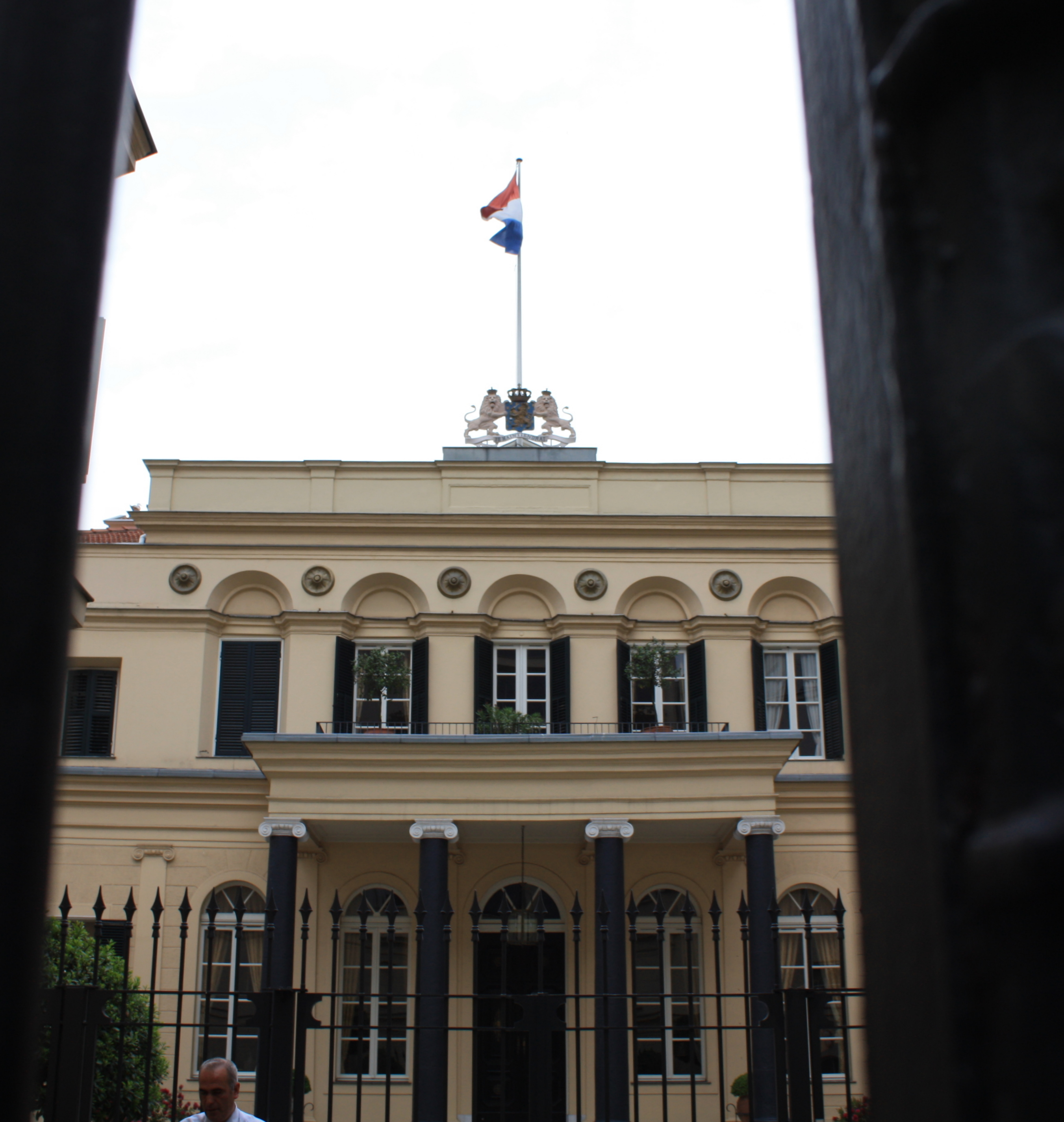
Consulat général à Istanbul.
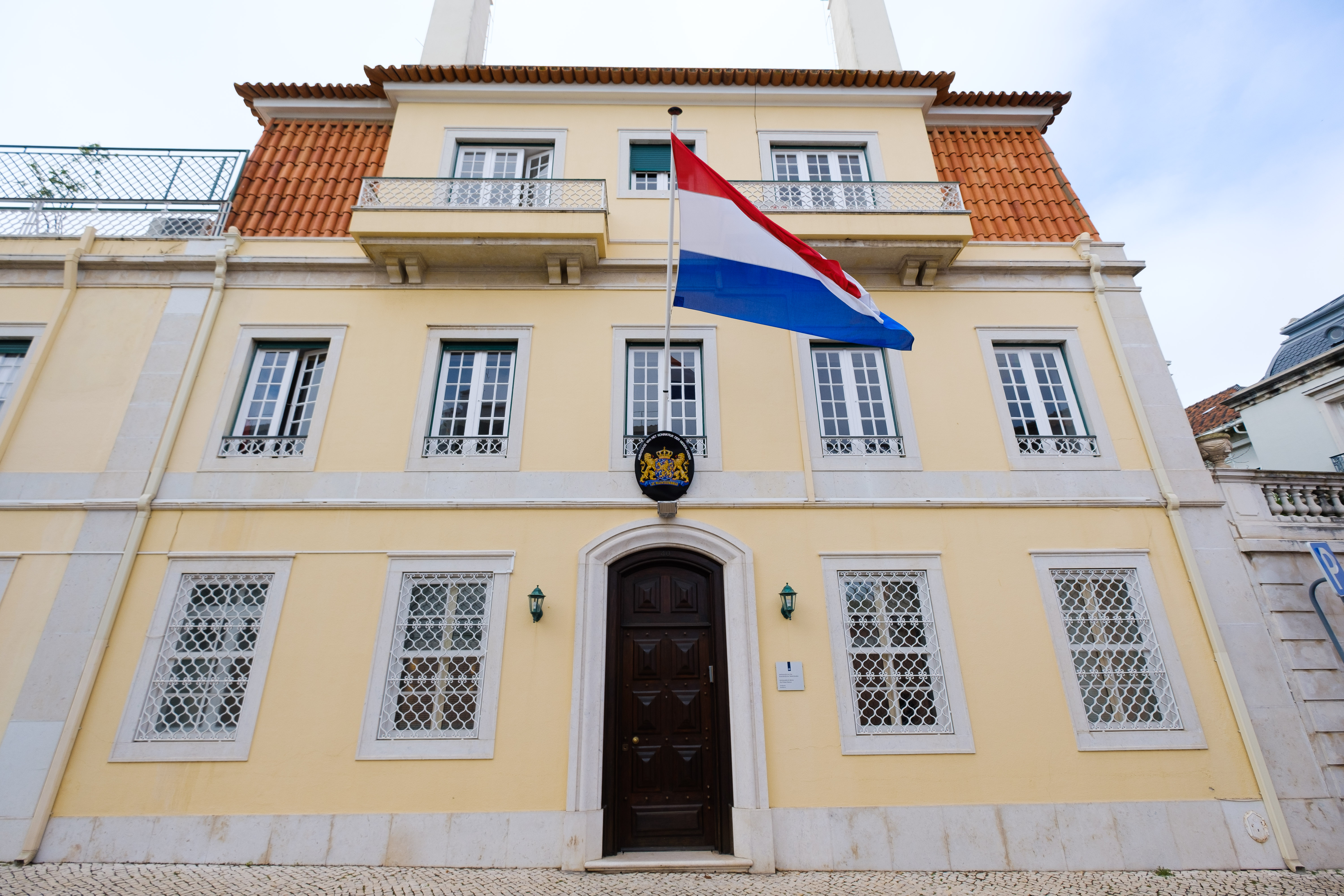
Ambassade à Lisbonne.
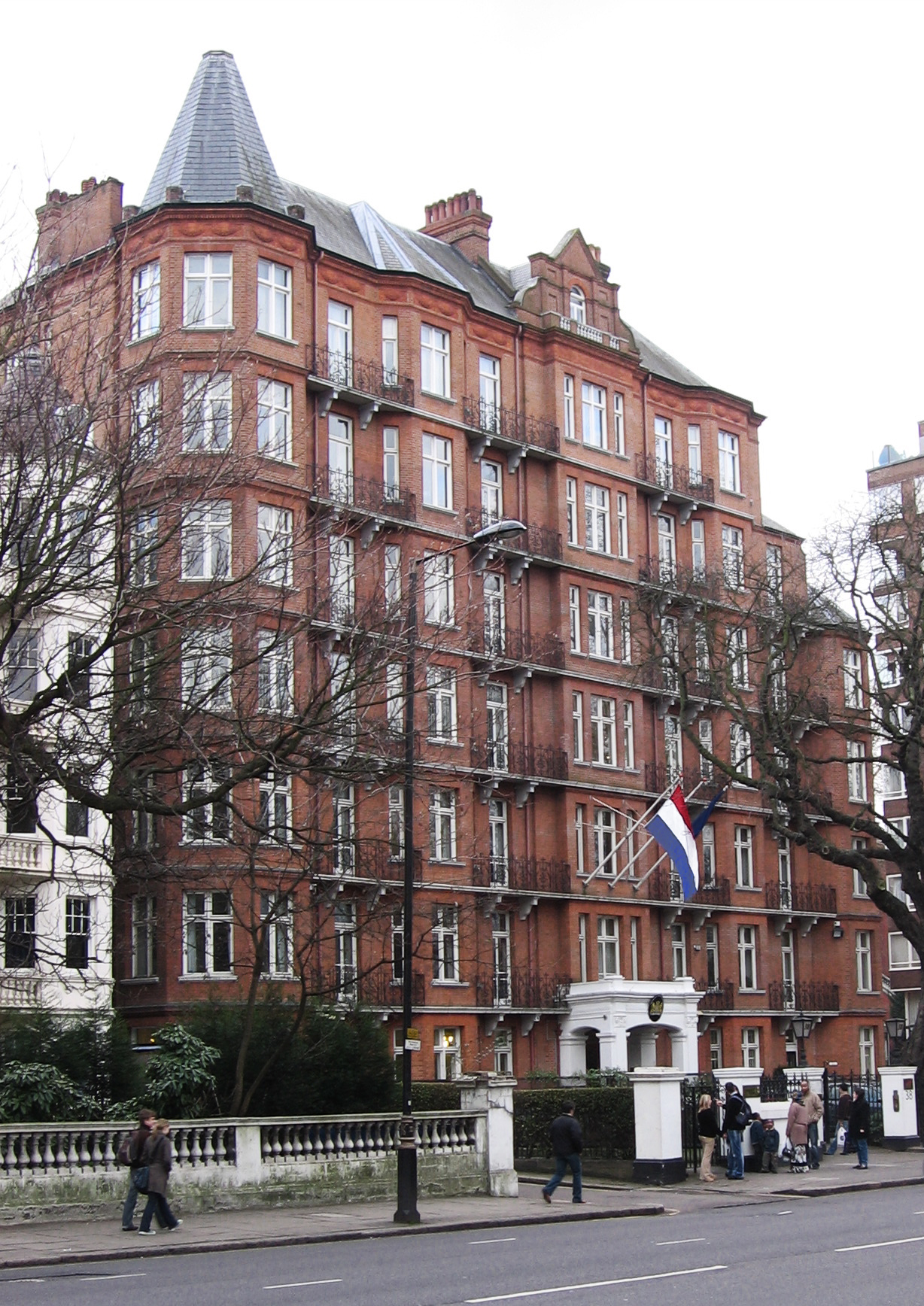
Ambassade à Londres.
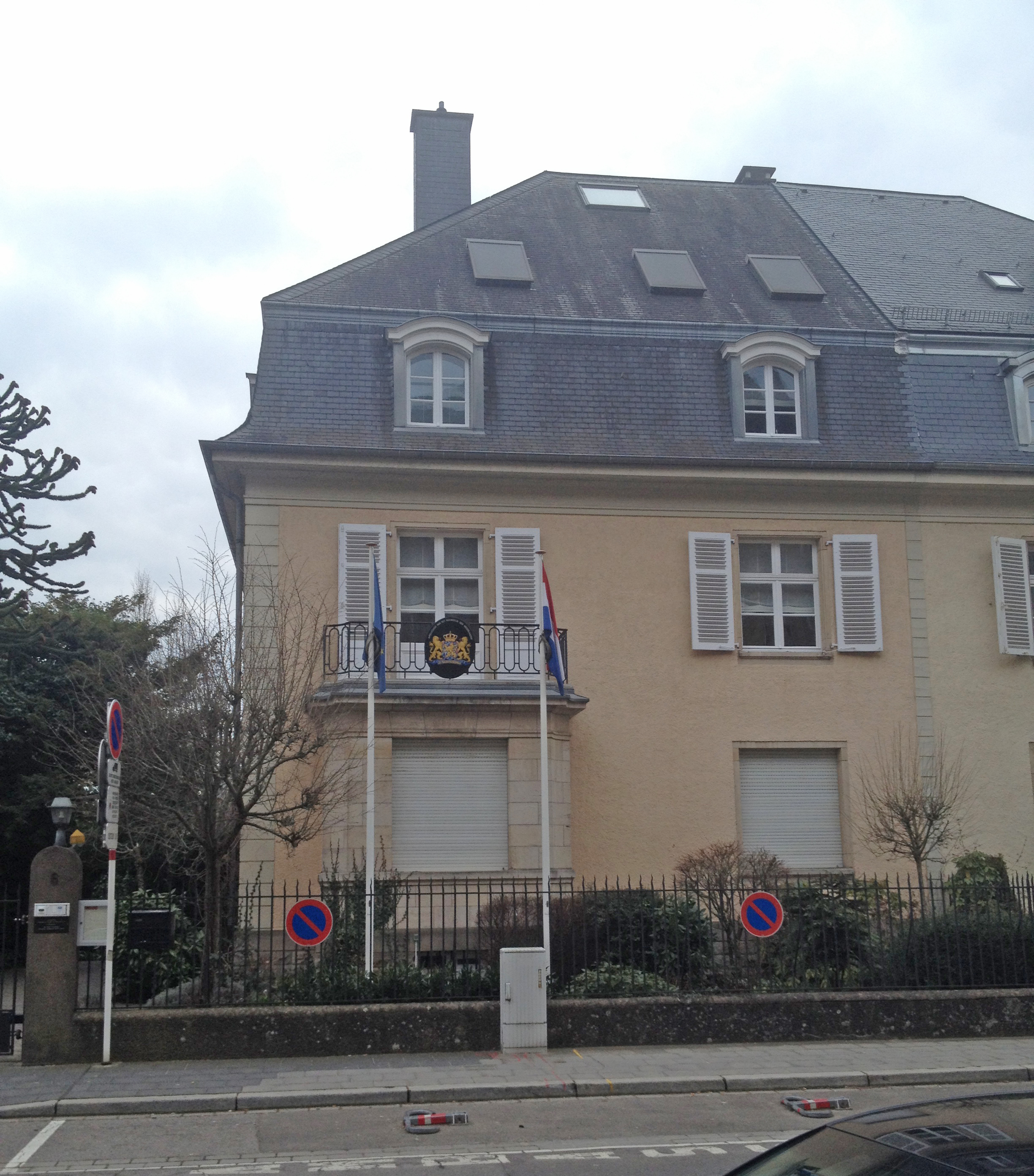
Ambassade à Luxembourg ville.
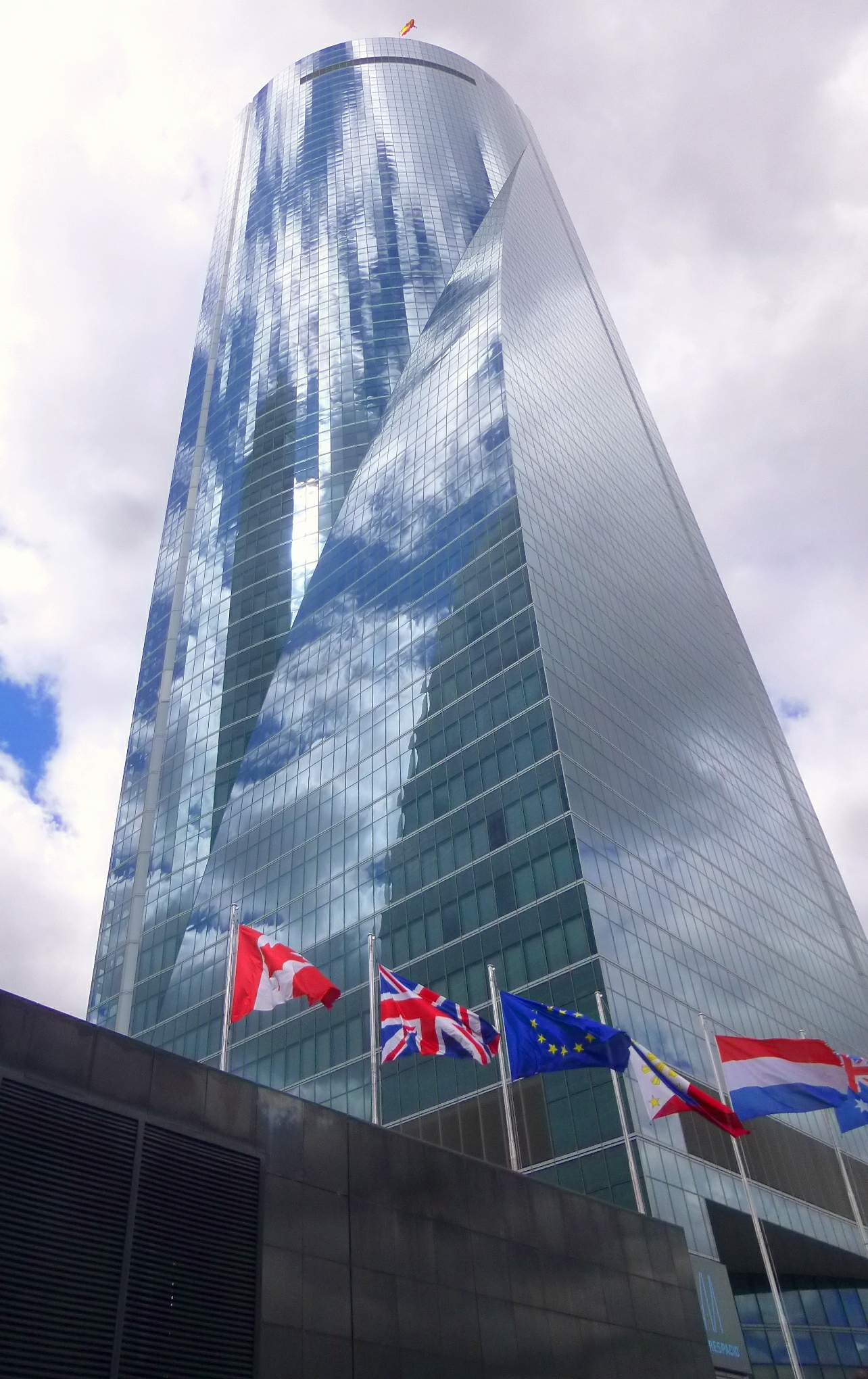
Ambassade à Madrid.
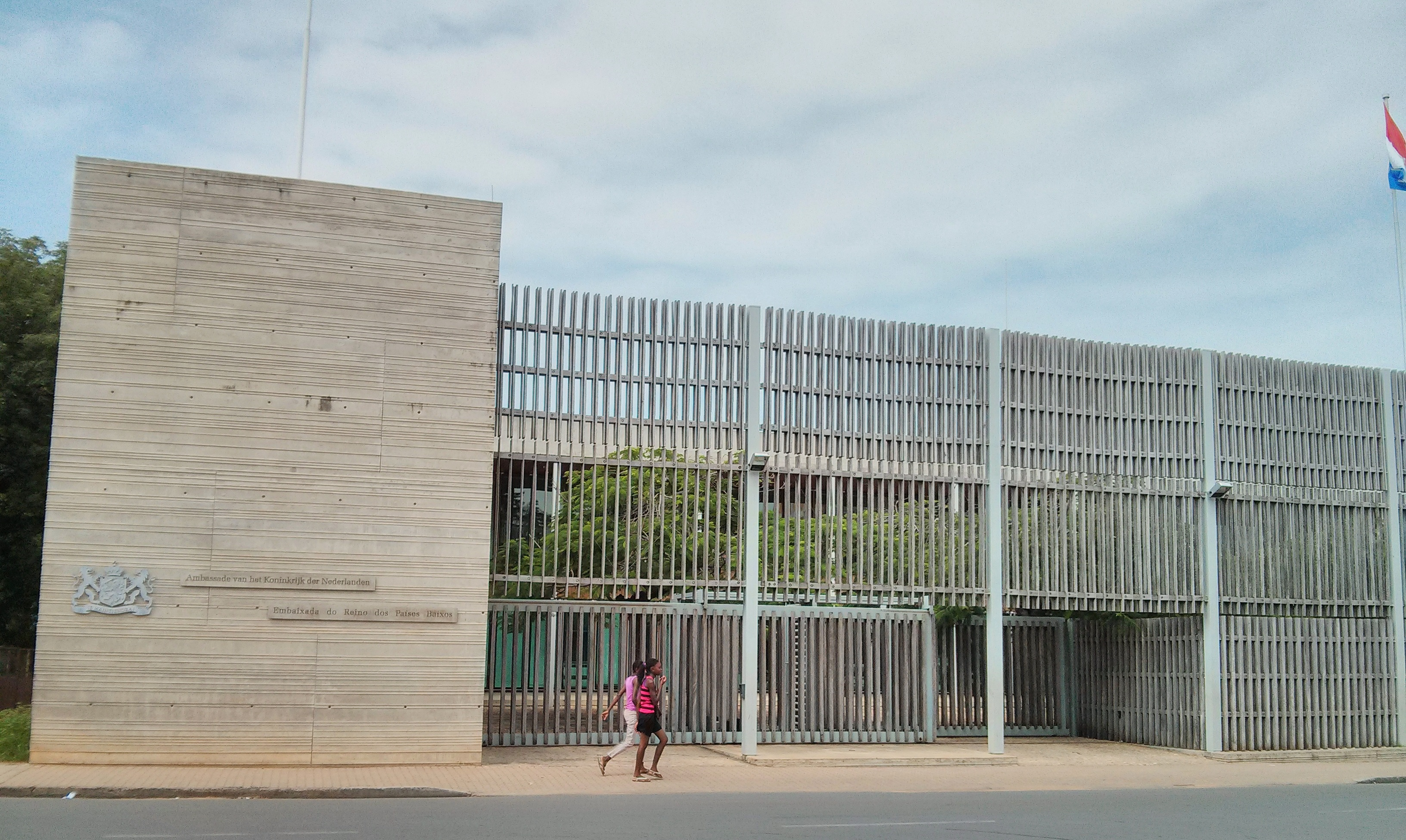
Ambassade à Maputo.
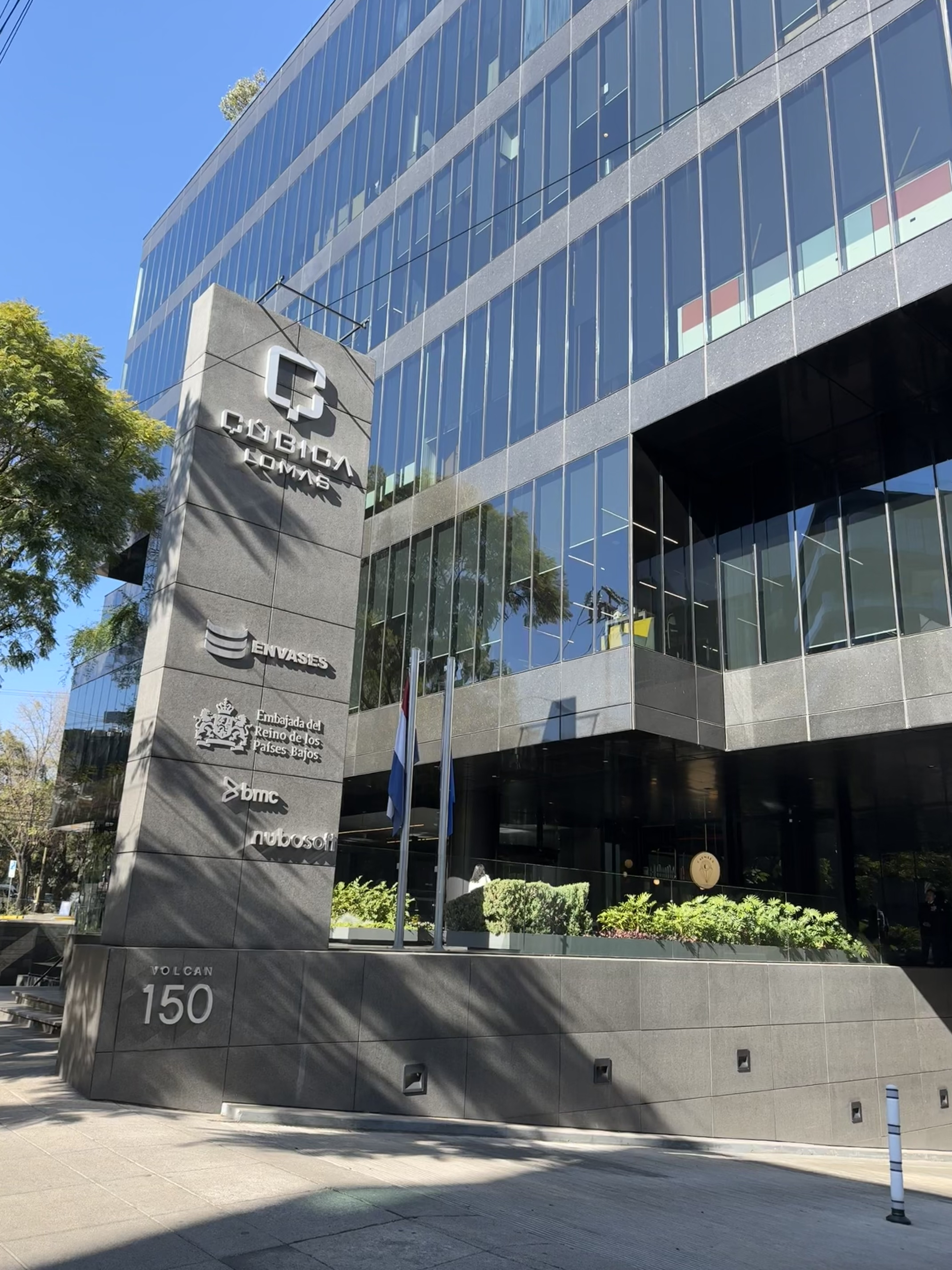
Ambassade à Mexico.
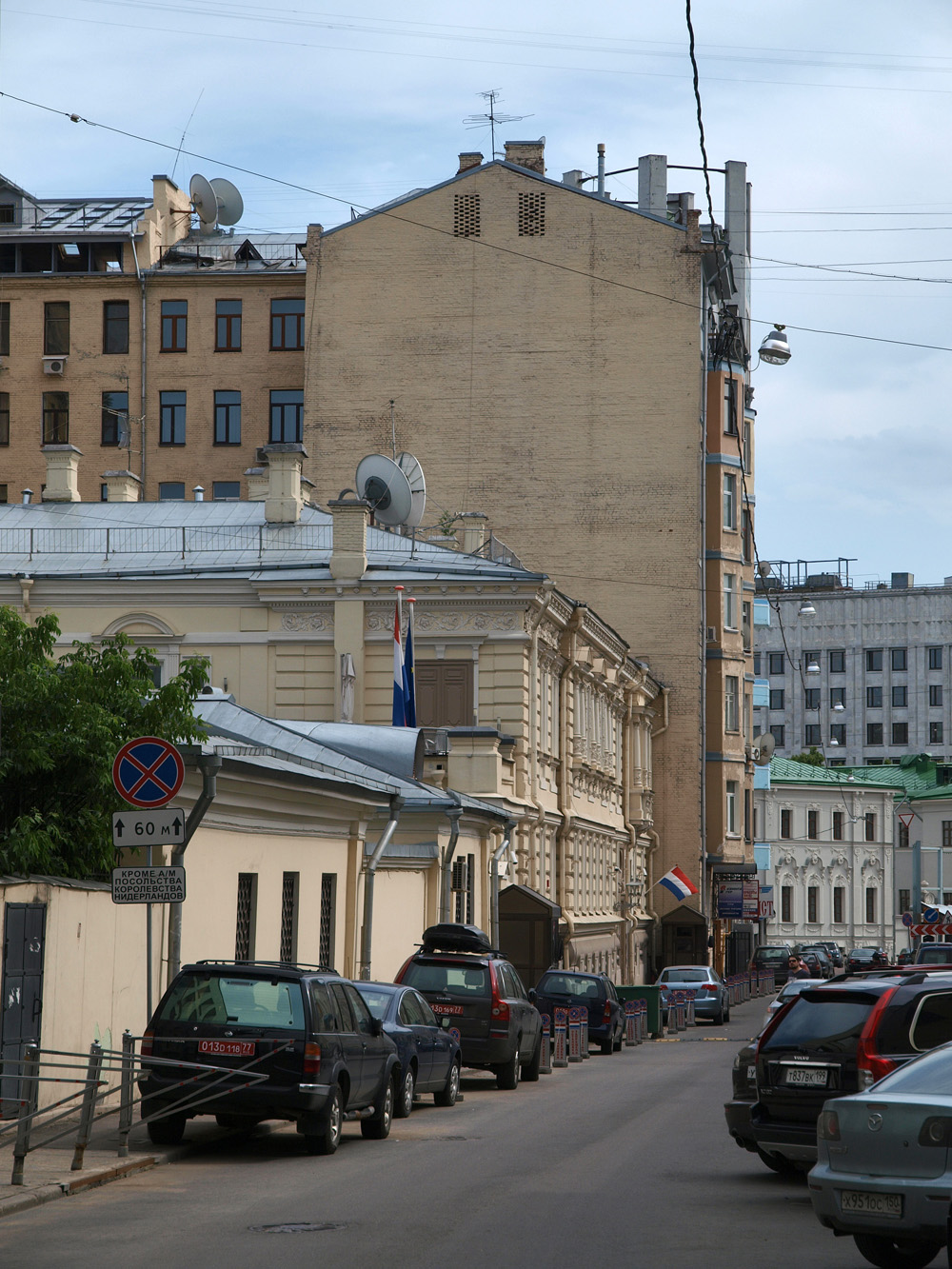
Ambassade à Moscou.
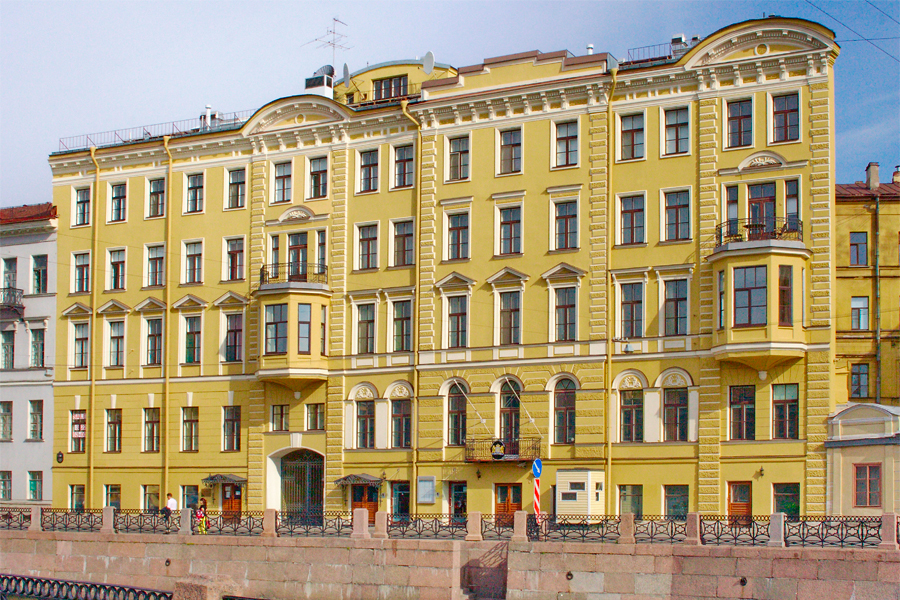
Consulat général à Saint-Pétersbourg.
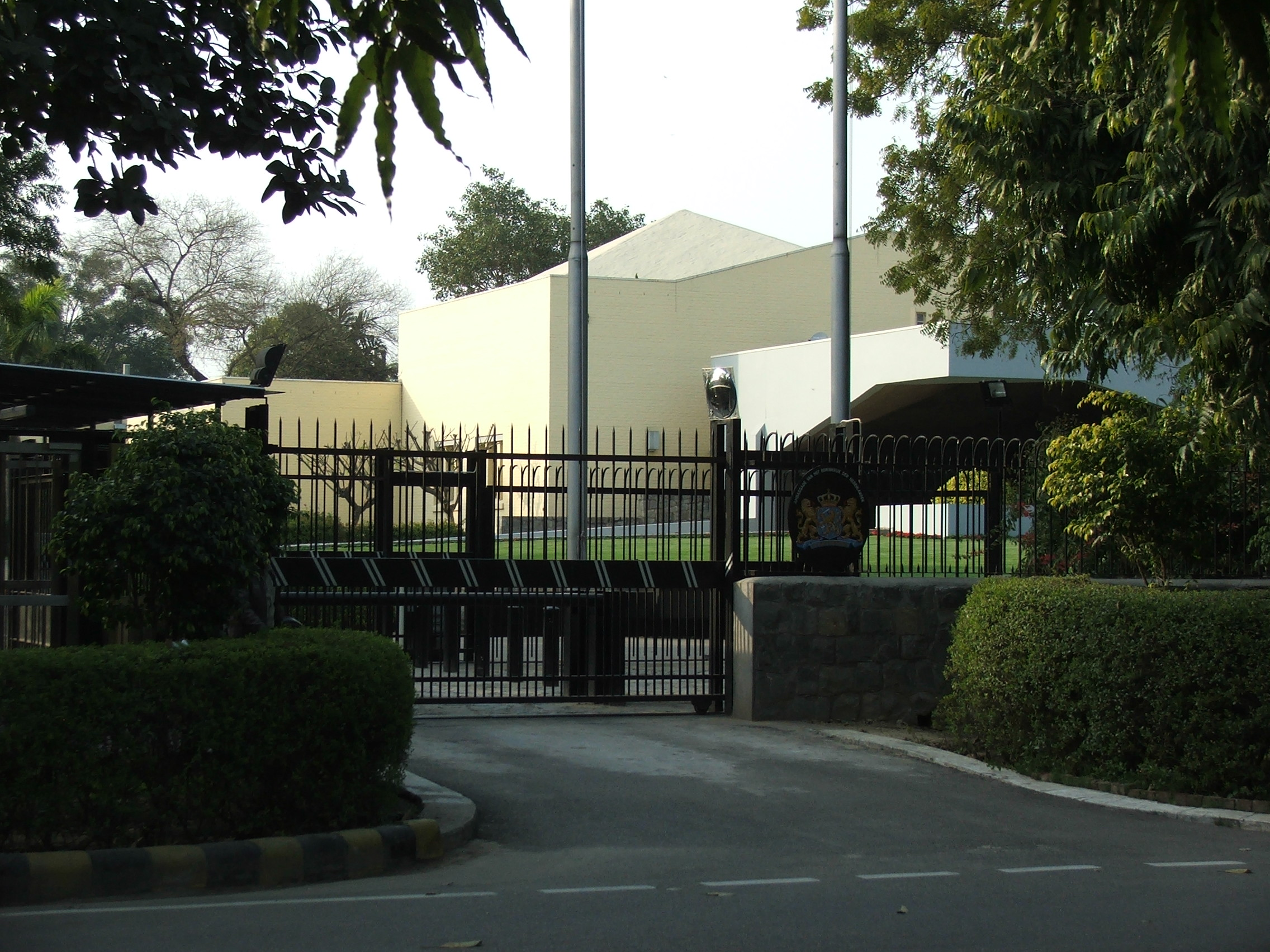
Ambassade à New Delhi.
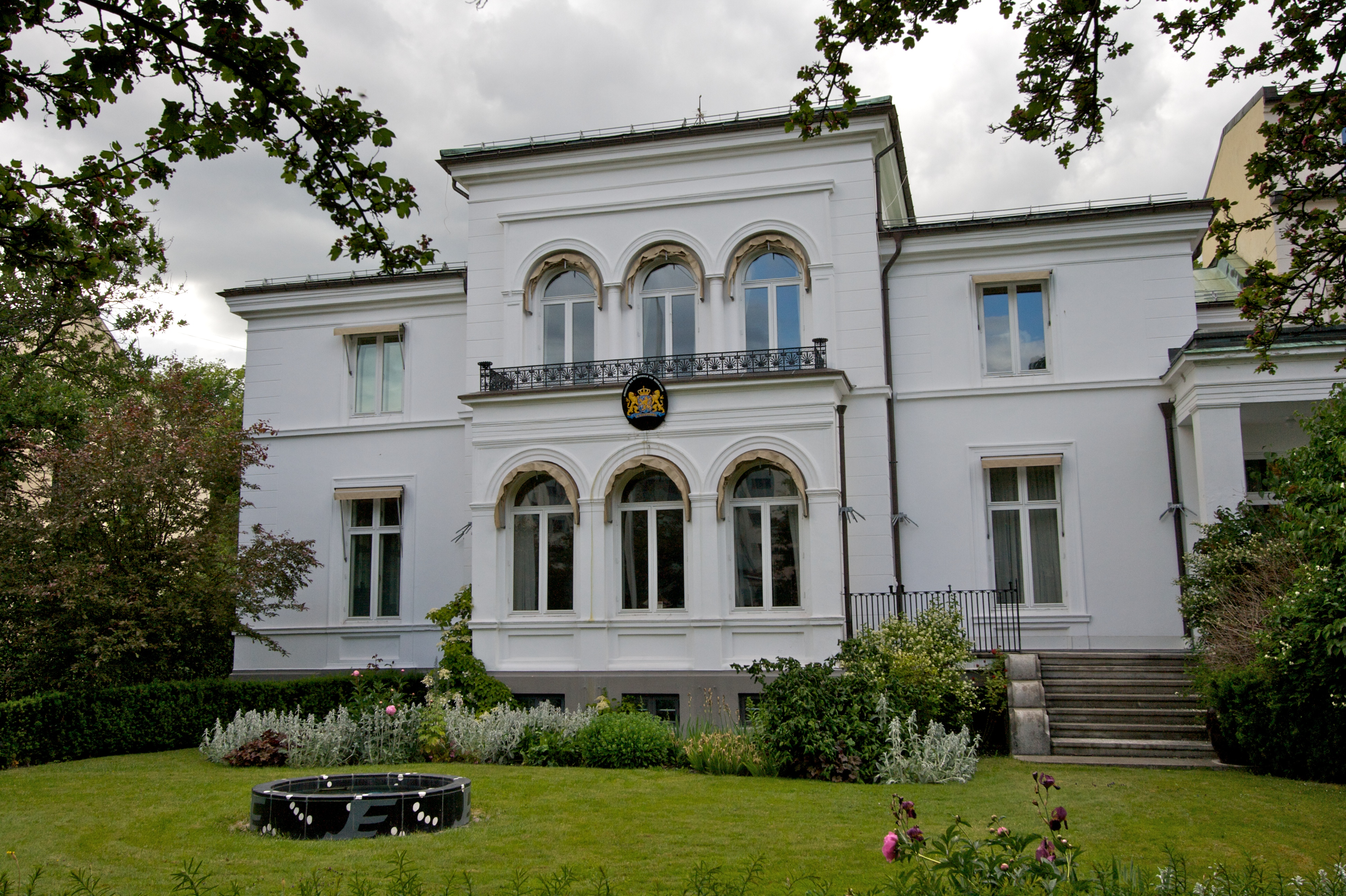
Ambassade à Oslo.
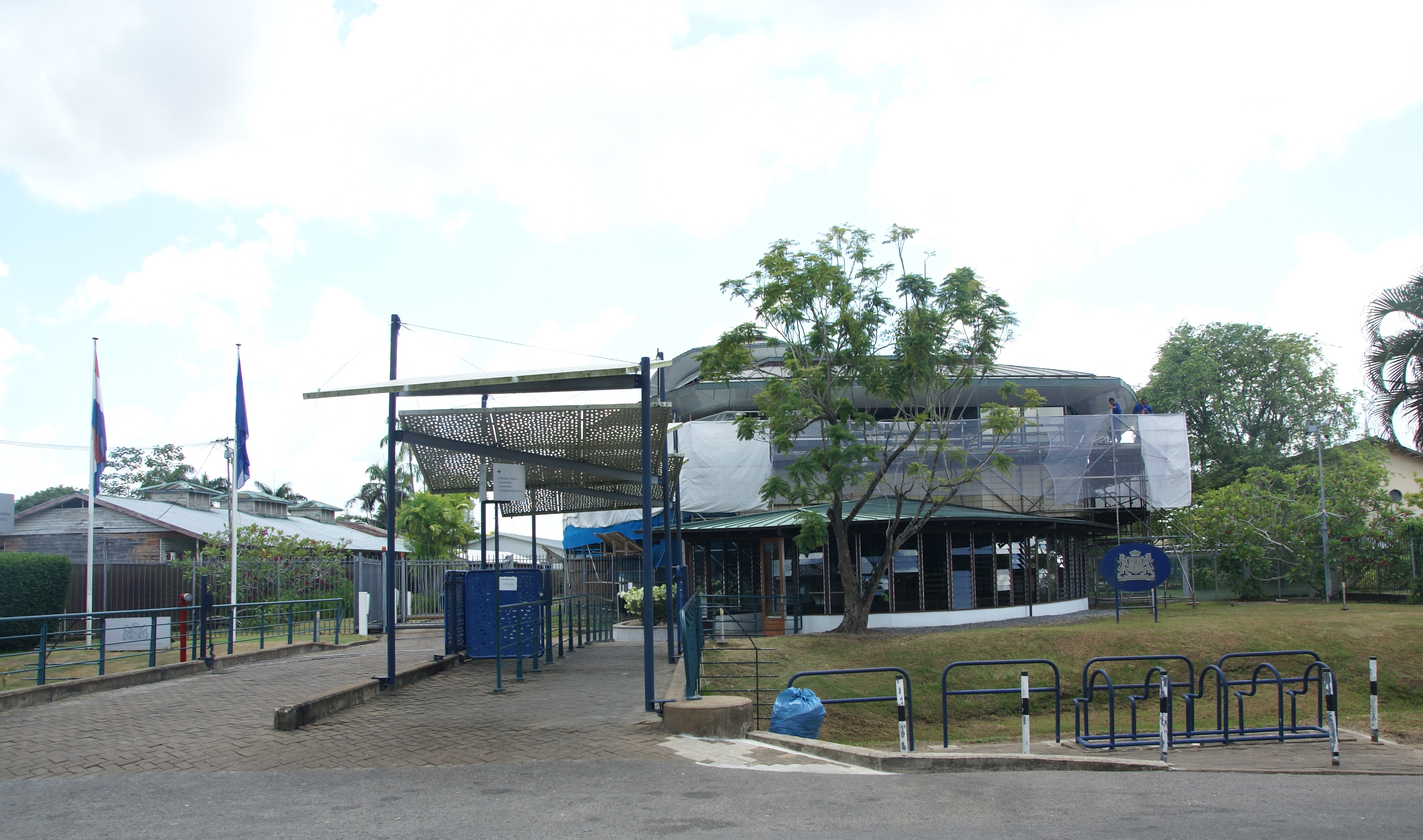
Ambassade à Paramaribo.
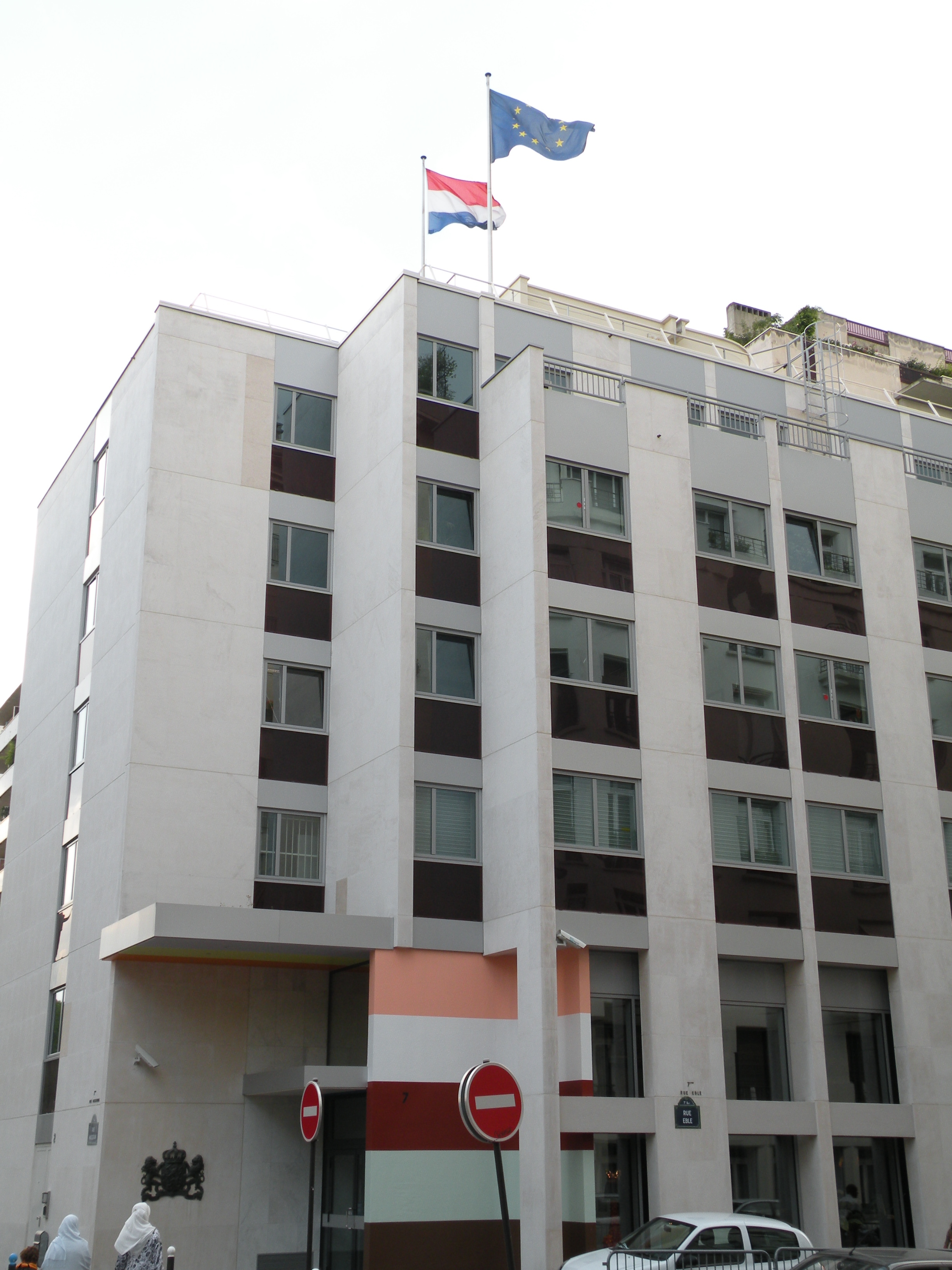
Ambassade à Paris.
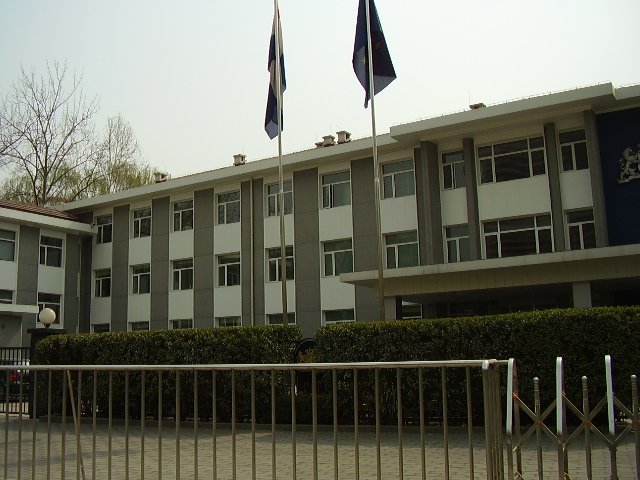
Ambassade à Pékin.
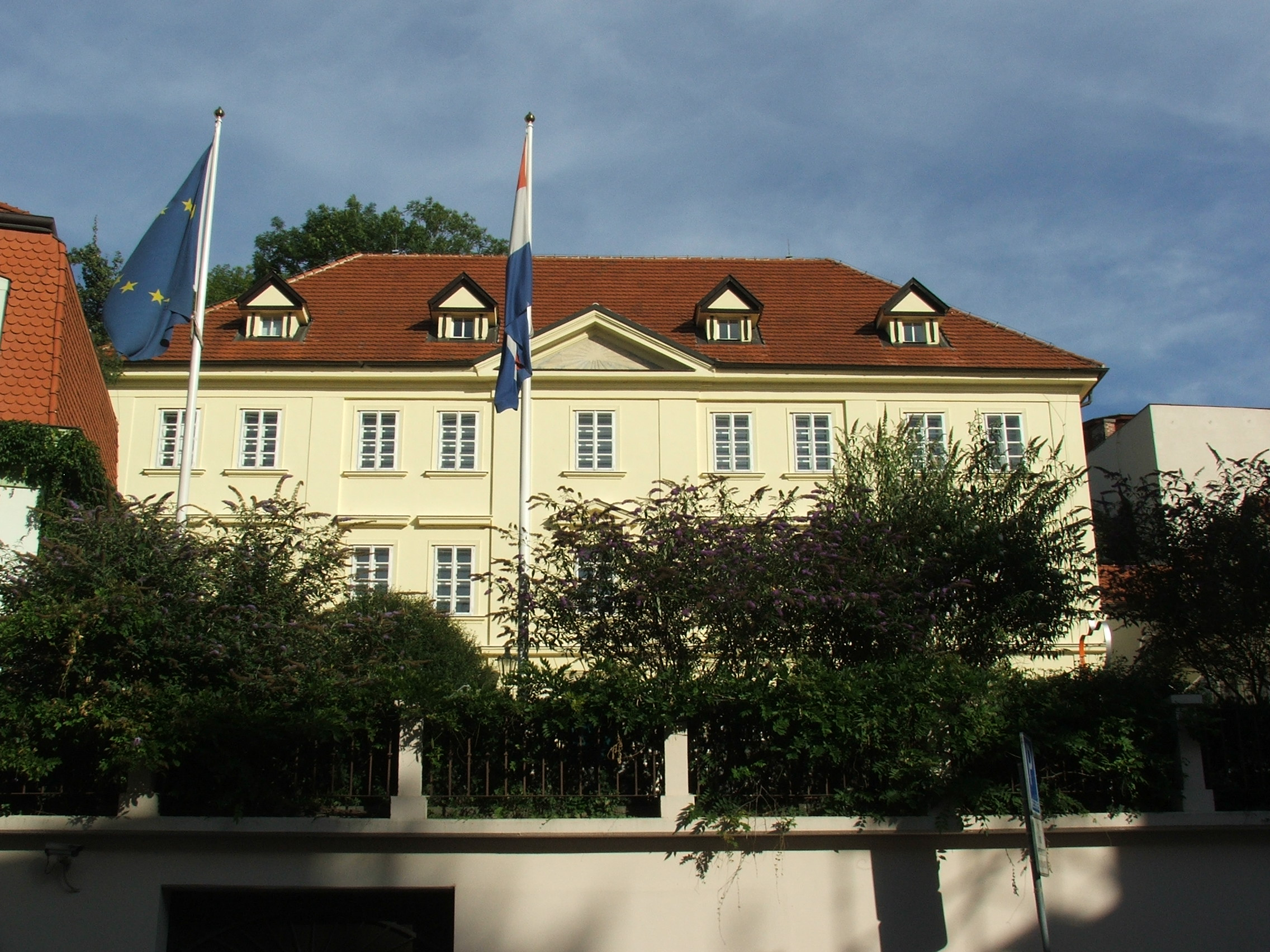
Ambassade à Prague.
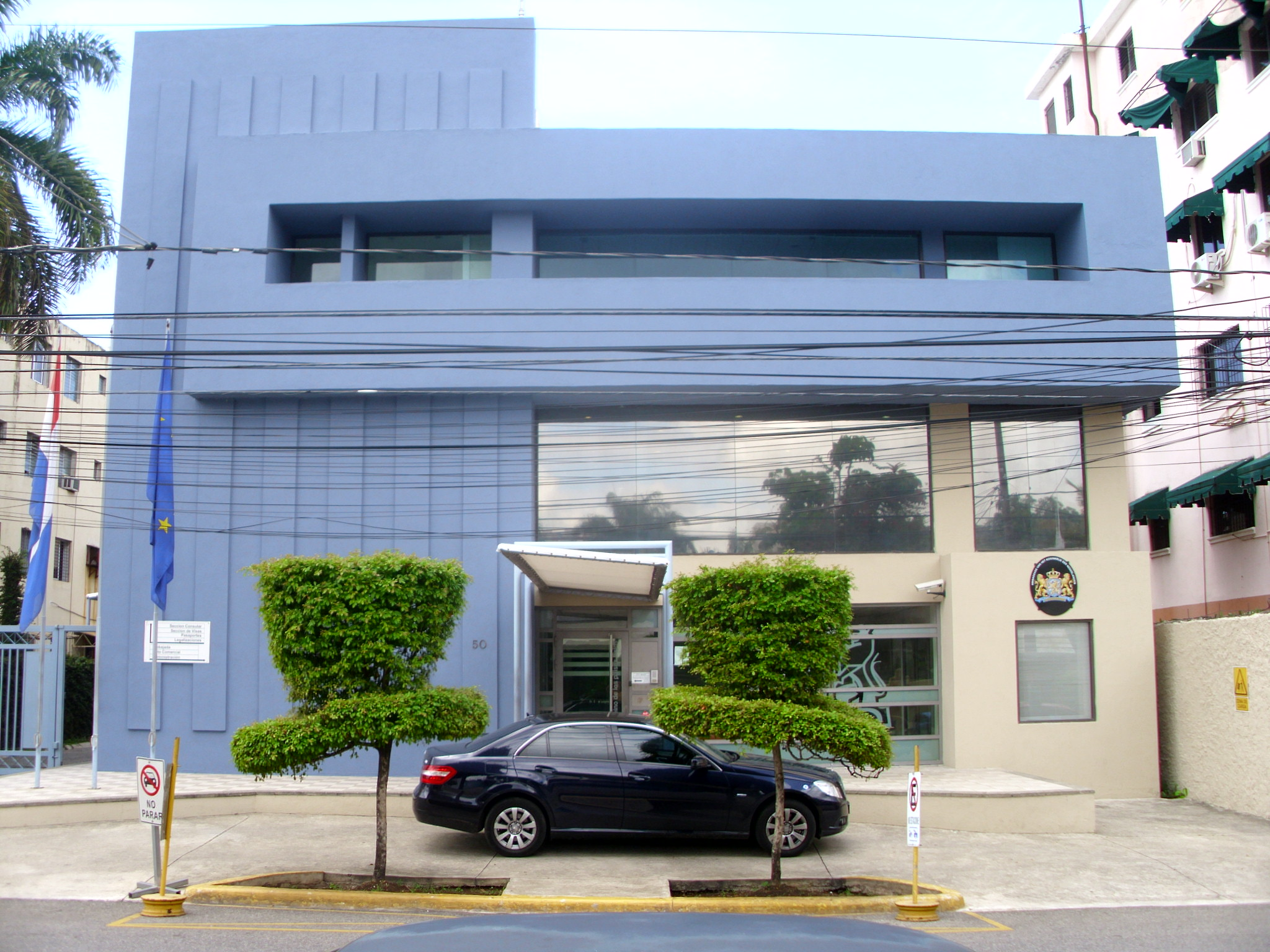
Ambassade à Saint-Domingue.
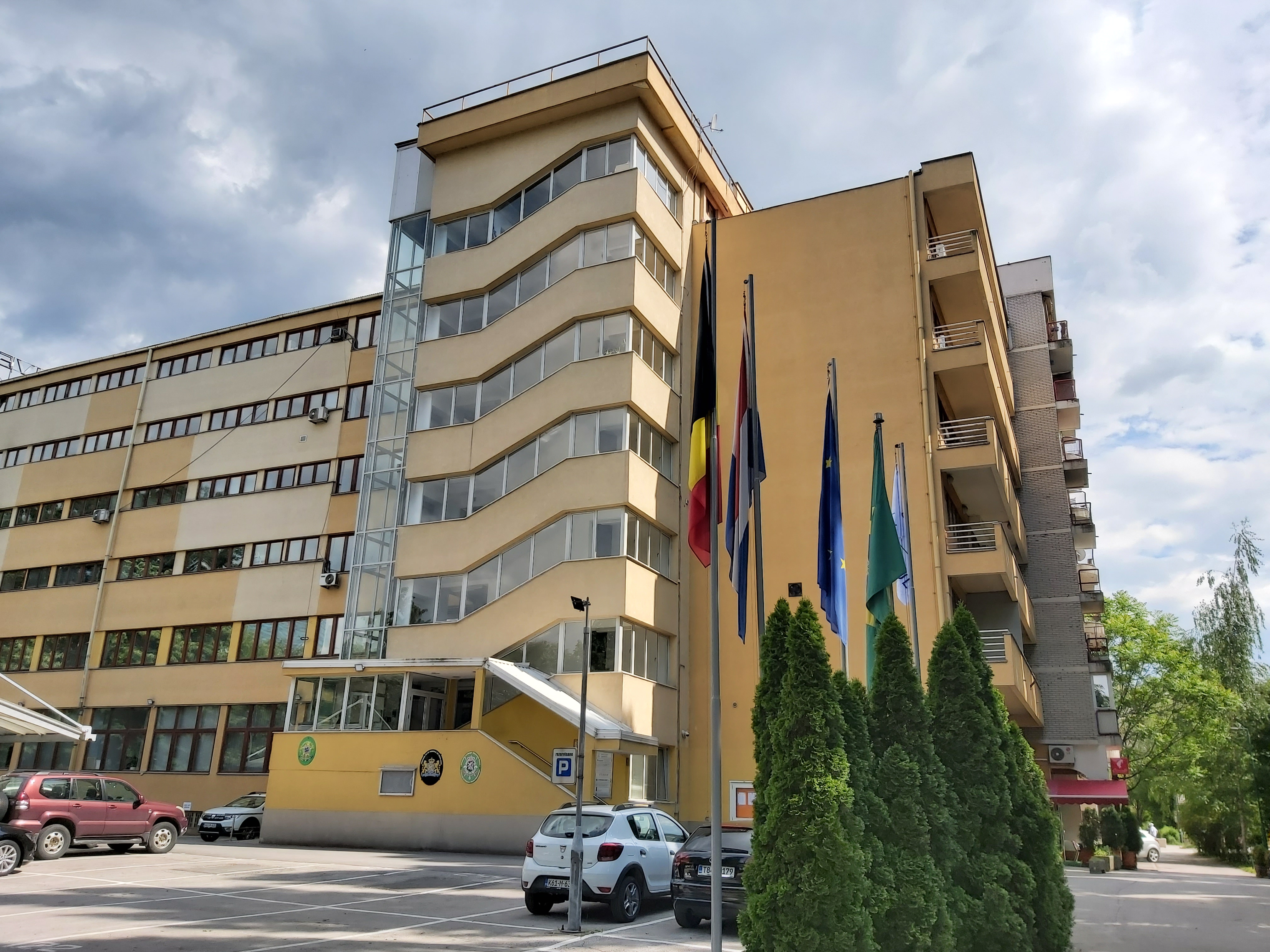
Ambassade à Sarajevo.
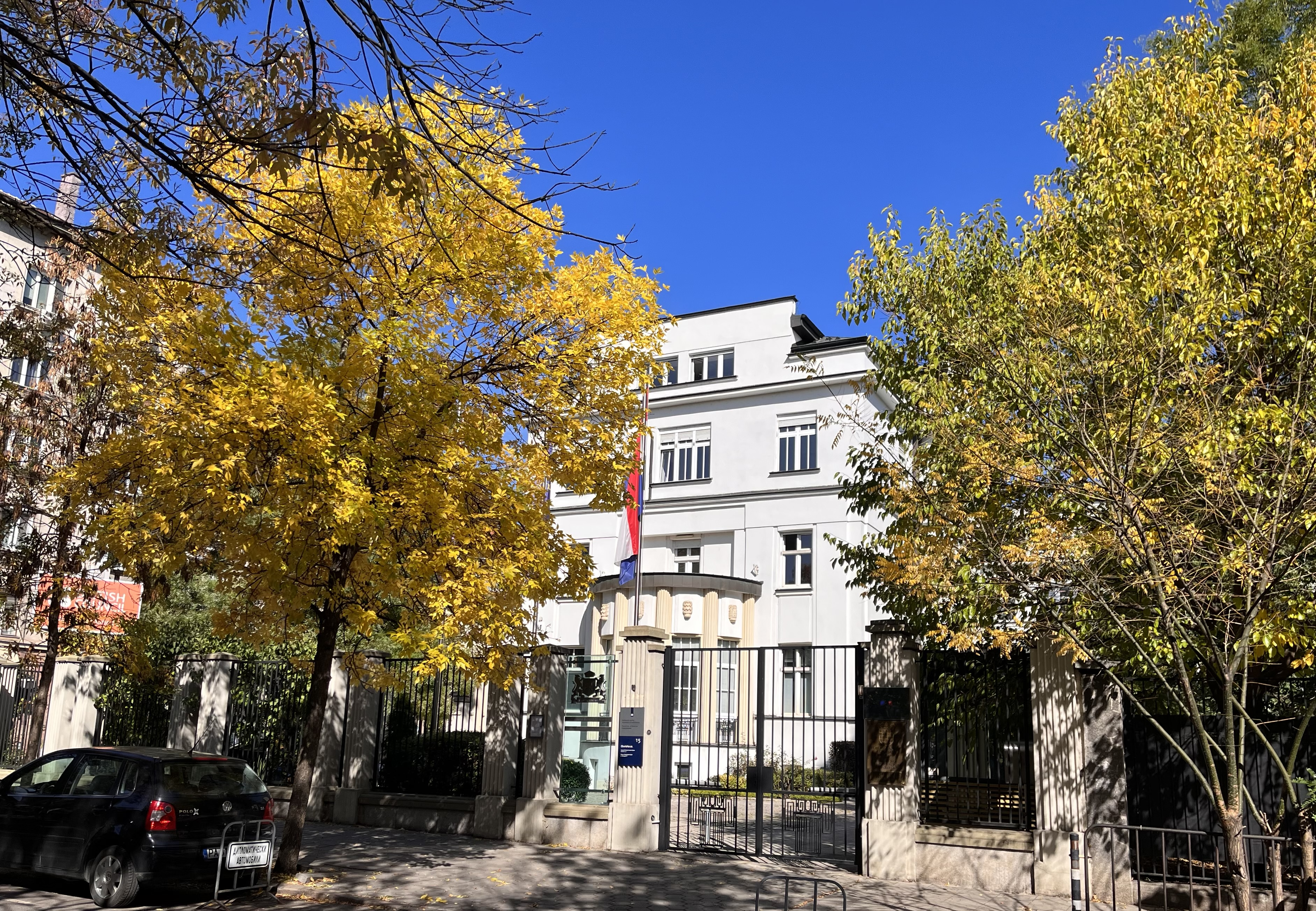
Ambassade à Sofia.
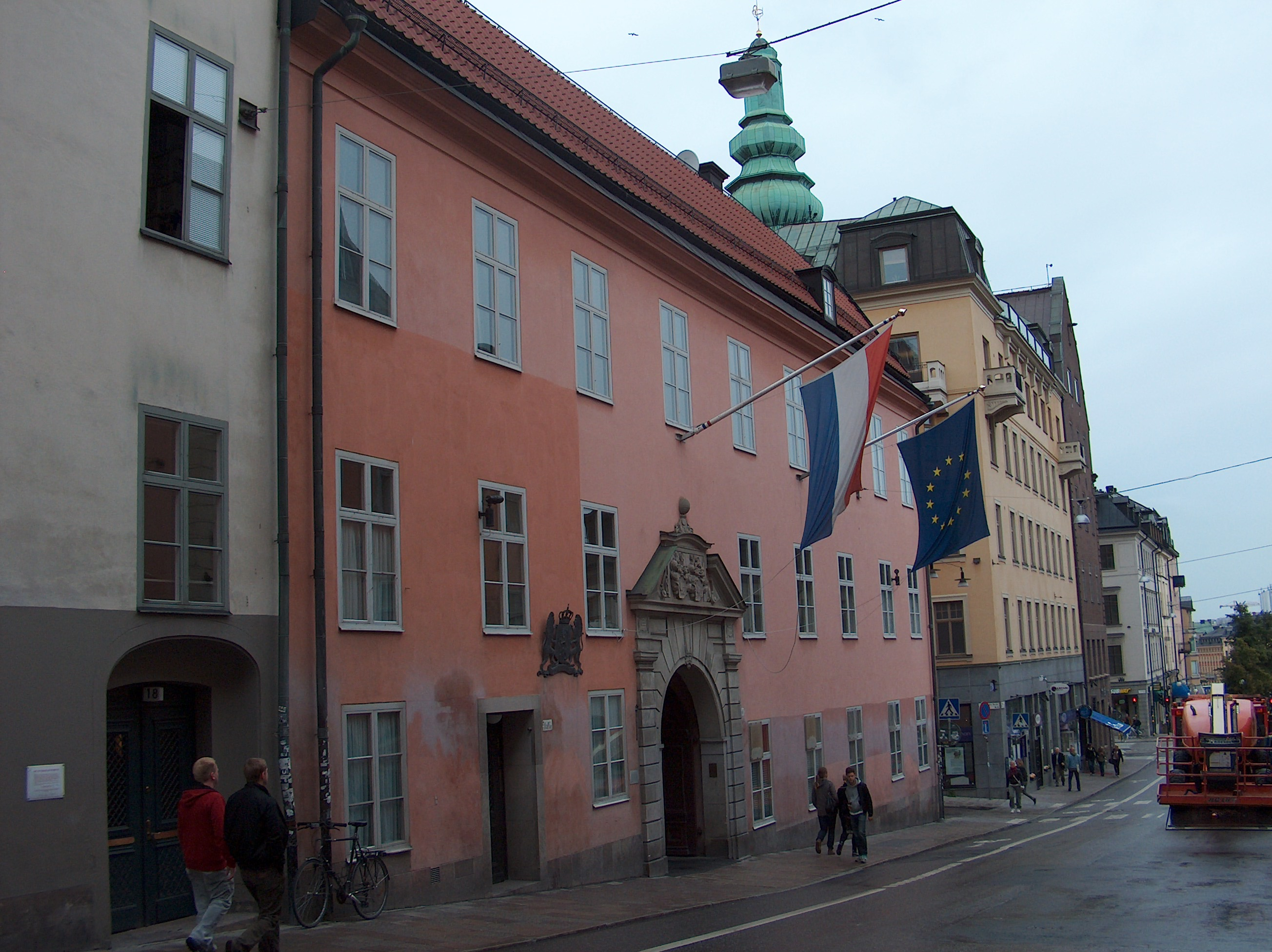
Ambassade à Stockholm.
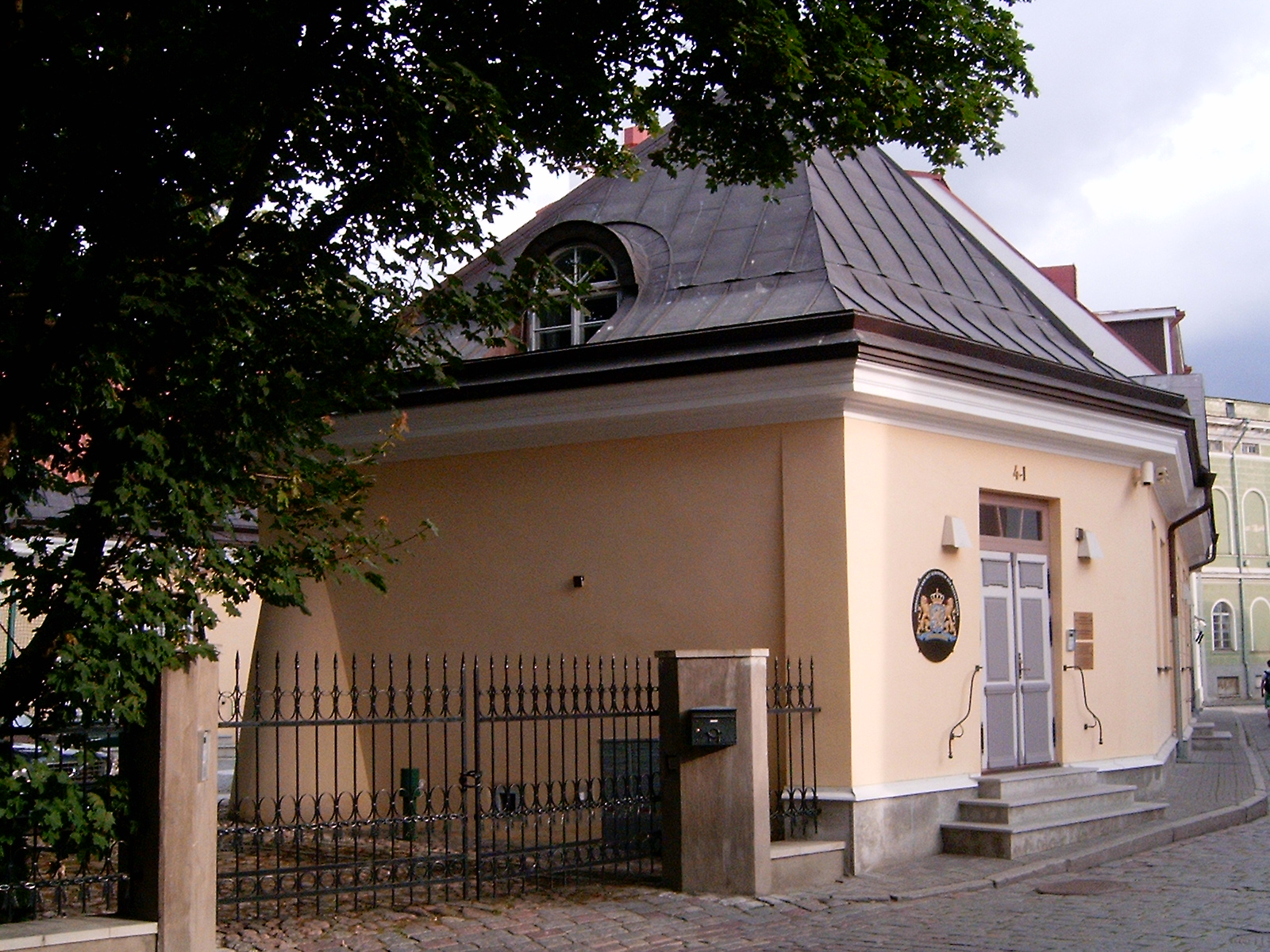
Ambassade à Tallinn.
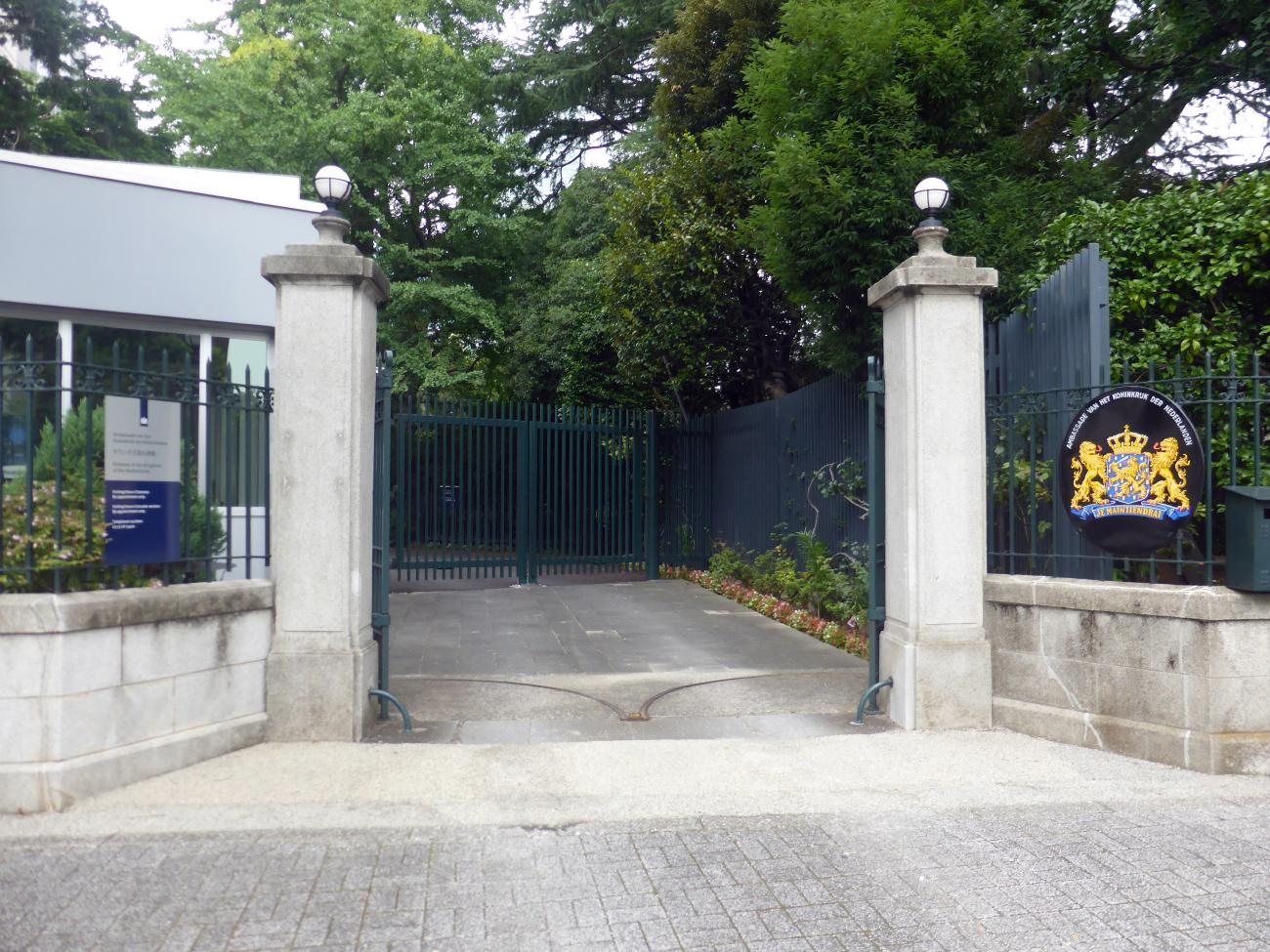
Ambassade à Tokyo.
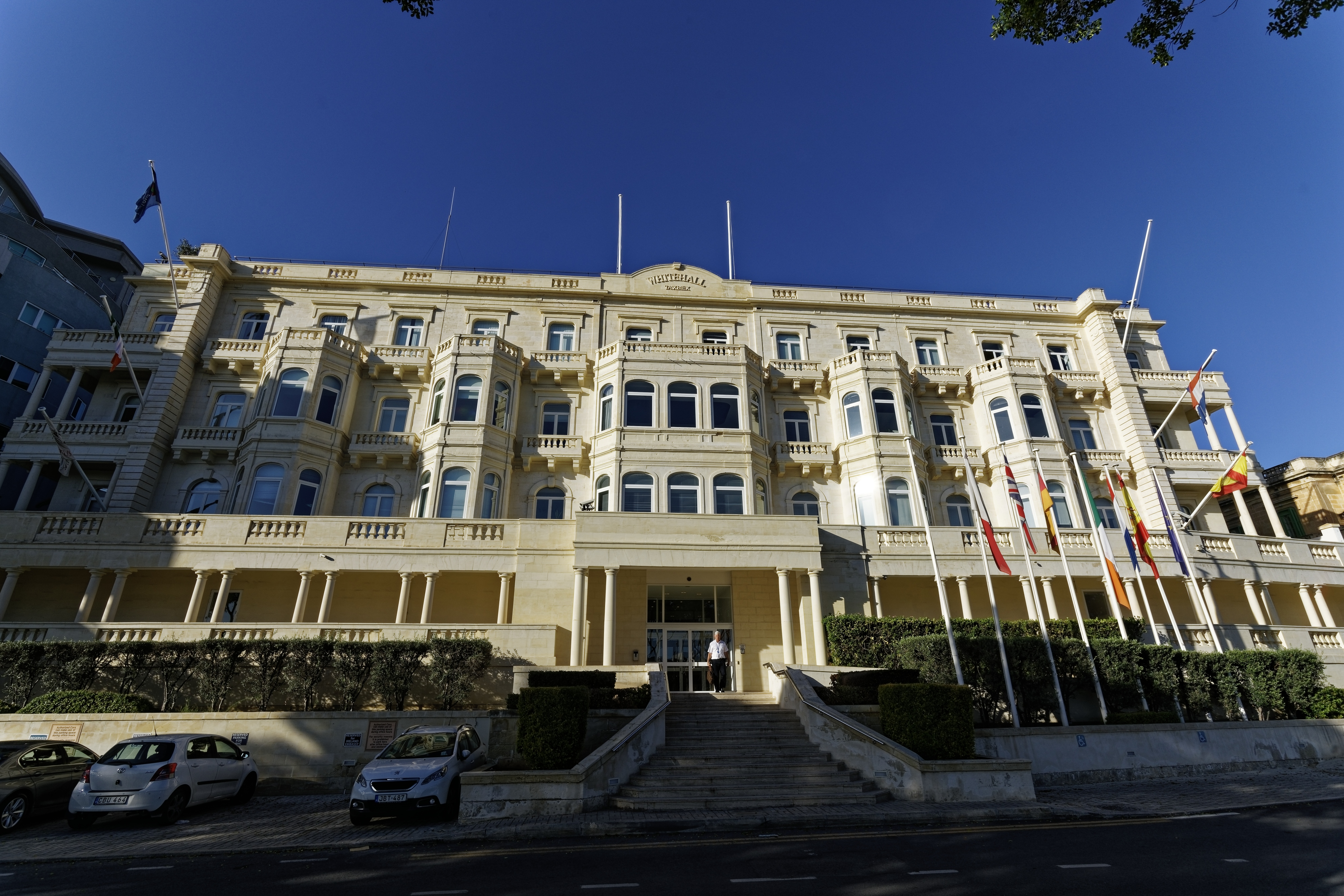
Ambassade à La Valette.
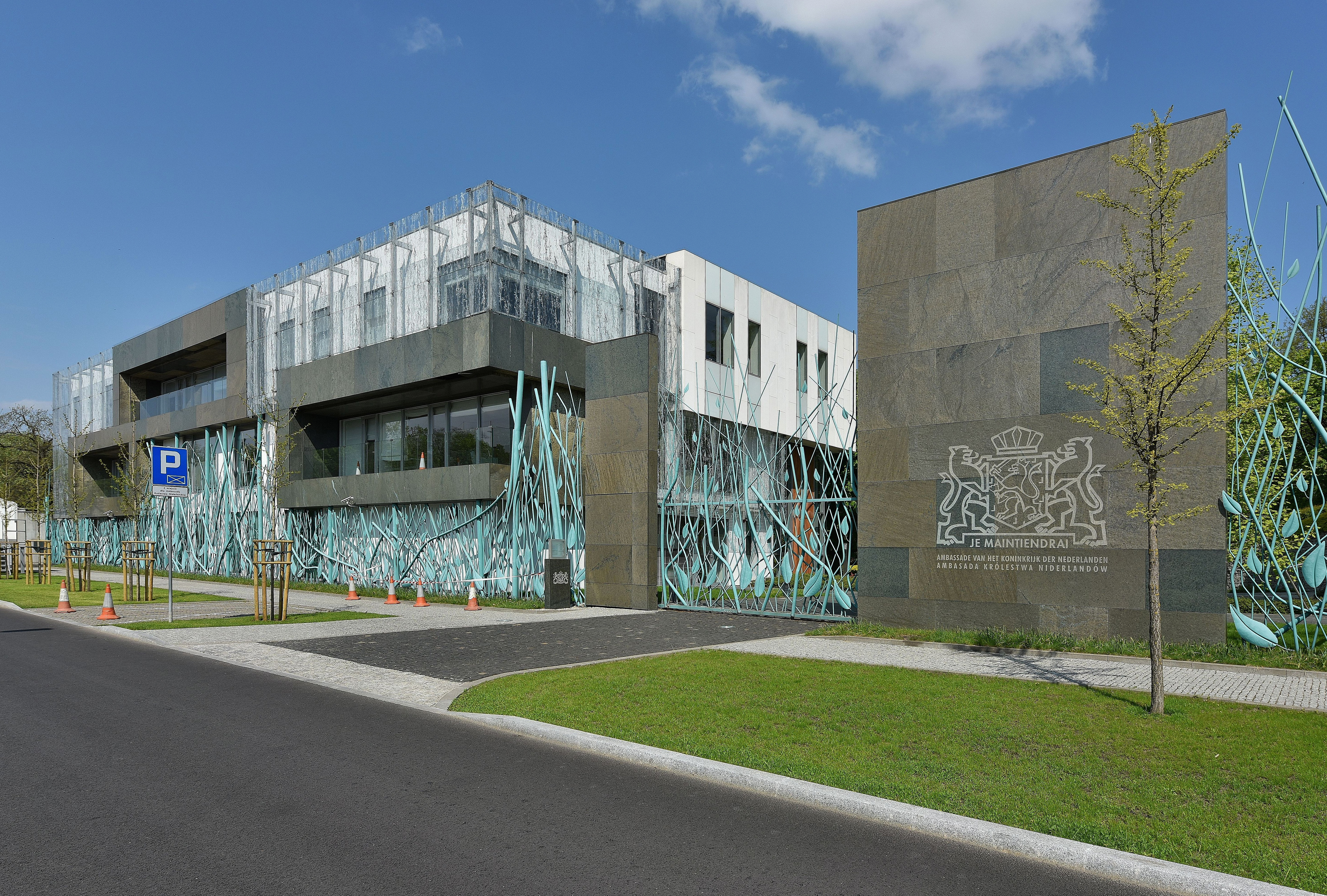
Ambassade à Varsovie.
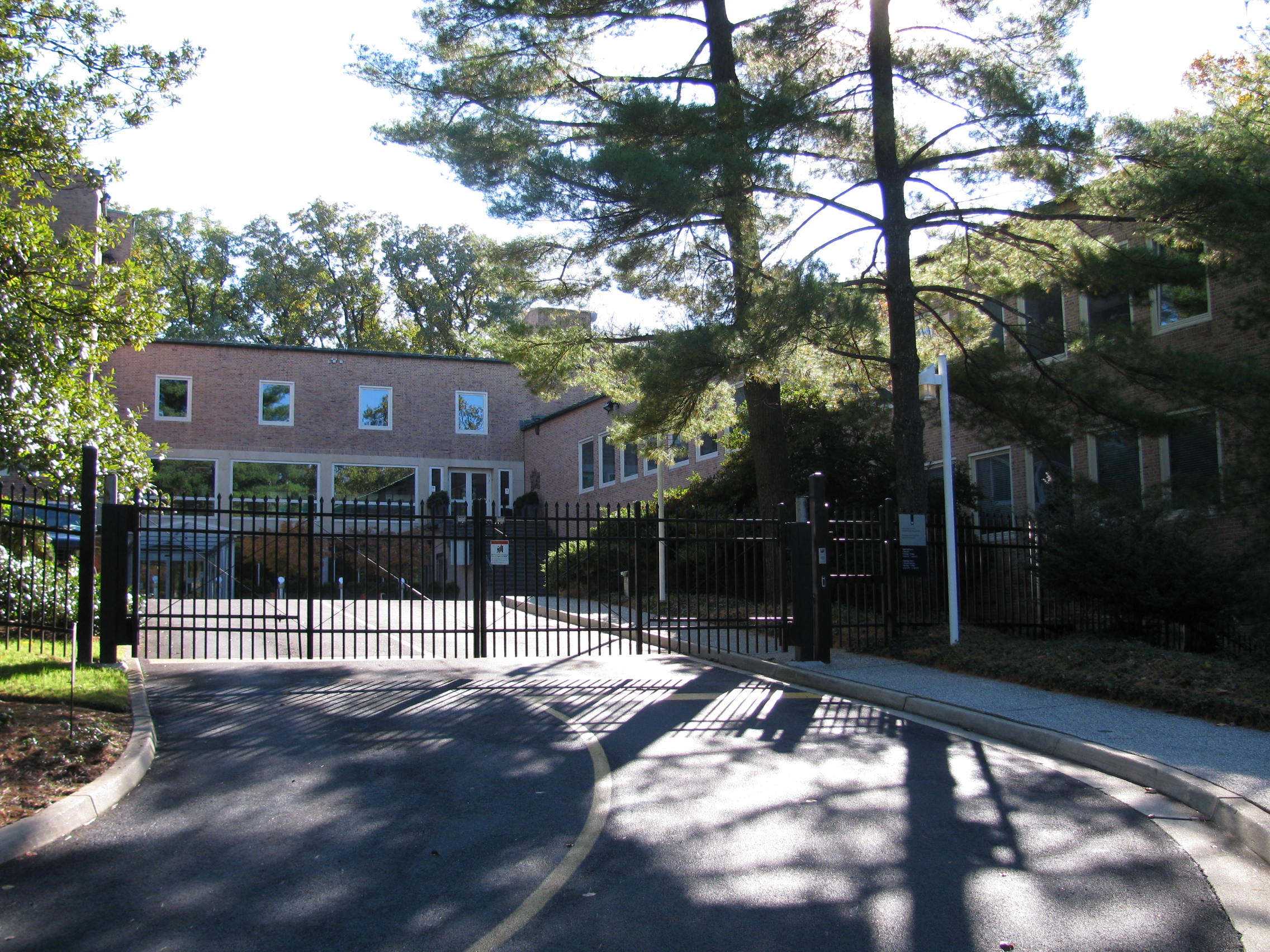
Ambassade à Washington.

## Missions futures à ouvrir
- Arménie[2]
  - Erevan (Ambassade)